# Списак насељених места у Француској: S
| A \| B \| C \| D \| E \| F \| G \| H \| I \| J \| K \| L \| M \| N \| O \| P \| Q \| R \| S \| T \| U \| V \| W \| X \| Y \| Z \| É |

- Saales
- Saasenheim
- Sabadel-Latronquière
- Sabadel-Lauzès
- Sabaillan
- Sabalos
- Sabarat
- Sabarros
- Sabazan
- Sables-d'Olonne
- Sablet
- Sablières
- Sablonceaux
- Sablonnières
- Sablons (Gironde)
- Sablons (Isère)
- Sablé-sur-Sarthe
- Sabonnères
- Sabotterie
- Sabran
- Sabres
- Saccourvielle
- Sacey
- Sachin
- Sachy
- Saché
- Sacierges-Saint-Martin
- Saclas
- Saclay
- Saconin-et-Breuil
- Sacoué
- Sacquenay
- Sacquenville
- Sacy (Marne)
- Sacy (Yonne)
- Sacy-le-Grand
- Sacy-le-Petit
- Sacé
- Sadeillan
- Sadillac
- Sadirac
- Sadournin
- Sadroc
- Saessolsheim
- Saffais
- Saffloz
- Saffres
- Saffré
- Sagelat
- Sagnat
- Sagnes-et-Goudoulet
- Sagonne
- Sagy (Saône-et-Loire)
- Sagy (Val-d'Oise)
- Sahorre
- Sahune
- Sahurs
- Sai (Orne)
- Saignes (Cantal)
- Saignes (Lot)
- Saigneville
- Saignon
- Saiguède
- Sail-les-Bains
- Sail-sous-Couzan
- Sailhan
- Saillac (Corrèze)
- Saillac (Lot)
- Saillagouse
- Saillans (Drôme)
- Saillans (Gironde)
- Saillant
- Saillat-sur-Vienne
- Saillenard
- Sailly (Ardennes)
- Sailly (Haute-Marne)
- Sailly (Saône-et-Loire)
- Sailly (Yvelines)
- Sailly-Achâtel
- Sailly-Flibeaucourt
- Sailly-Labourse
- Sailly-Laurette
- Sailly-Saillisel
- Sailly-au-Bois
- Sailly-en-Ostrevent
- Sailly-le-Sec
- Sailly-lez-Cambrai
- Sailly-lez-Lannoy
- Sailly-sur-la-Lys
- Sain-Bel
- Saincaize-Meauce
- Sainghin-en-Mélantois
- Sainghin-en-Weppes
- Sainneville
- Sainpuits
- Sains
- Sains-Morainvillers
- Sains-Richaumont
- Sains-du-Nord
- Sains-en-Amiénois
- Sains-en-Gohelle
- Sains-lès-Fressin
- Sains-lès-Marquion
- Sains-lès-Pernes
- Saint-Abit
- Saint-Abraham
- Saint-Acheul
- Saint-Adjutory
- Saint-Adrien
- Saint-Affrique
- Saint-Affrique-les-Montagnes
- Saint-Agathon
- Saint-Agil
- Saint-Agnan (Aisne)
- Saint-Agnan (Nièvre)
- Saint-Agnan (Saône-et-Loire)
- Saint-Agnan (Tarn)
- Saint-Agnan (Yonne)
- Saint-Agnan-de-Cernières
- Saint-Agnan-en-Vercors
- Saint-Agnan-le-Malherbe
- Saint-Agnan-sur-Erre
- Saint-Agnan-sur-Sarthe
- Saint-Agnant
- Saint-Agnant-de-Versillat
- Saint-Agnant-près-Crocq
- Saint-Agne
- Saint-Agnet
- Saint-Agnin-sur-Bion
- Saint-Agoulin
- Saint-Agrève
- Saint-Aignan (Ardennes)
- Saint-Aignan (Gironde)
- Saint-Aignan (Loir-et-Cher)
- Saint-Aignan (Morbihan)
- Saint-Aignan (Sarthe)
- Saint-Aignan (Tarn-et-Garonne)
- Saint-Aignan-Grandlieu
- Saint-Aignan-de-Couptrain
- Saint-Aignan-de-Cramesnil
- Saint-Aignan-des-Gués
- Saint-Aignan-des-Noyers
- Saint-Aignan-le-Jaillard
- Saint-Aignan-sur-Roë
- Saint-Aignan-sur-Ry
- Saint-Aigny
- Saint-Aigulin
- Saint-Ail
- Saint-Albain
- Saint-Alban (Ain)
- Saint-Alban (Côtes-d'Armor)
- Saint-Alban (Haute-Garonne)
- Saint-Alban-Auriolles
- Saint-Alban-Leysse
- Saint-Alban-d'Ay
- Saint-Alban-de-Montbel
- Saint-Alban-de-Roche
- Saint-Alban-des-Hurtières
- Saint-Alban-des-Villards
- Saint-Alban-du-Rhône
- Saint-Alban-en-Montagne
- Saint-Alban-les-Eaux
- Saint-Alban-sur-Limagnole
- Saint-Albin-de-Vaulserre
- Saint-Alexandre
- Saint-Algis
- Saint-Allouestre
- Saint-Alpinien
- Saint-Alyre-d'Arlanc
- Saint-Alyre-ès-Montagne
- Saint-Amadou
- Saint-Amancet
- Saint-Amand (Creuse)
- Saint-Amand (Manche)
- Saint-Amand (Pas-de-Calais)
- Saint-Amand-Jartoudeix
- Saint-Amand-Magnazeix
- Saint-Amand-Montrond
- Saint-Amand-de-Belvès
- Saint-Amand-de-Coly
- Saint-Amand-de-Vergt
- Saint-Amand-des-Hautes-Terres
- Saint-Amand-en-Puisaye
- Saint-Amand-le-Petit
- Saint-Amand-les-Eaux
- Saint-Amand-sur-Fion
- Saint-Amand-sur-Ornain
- Saint-Amand-sur-Sèvre
- Saint-Amandin
- Saint-Amans (Ariège)
- Saint-Amans (Aude)
- Saint-Amans (Lozère)
- Saint-Amans-Soult
- Saint-Amans-Valtoret
- Saint-Amans-de-Pellagal
- Saint-Amans-des-Cots
- Saint-Amans-du-Pech
- Saint-Amant
- Saint-Amant-Roche-Savine
- Saint-Amant-Tallende
- Saint-Amant-de-Boixe
- Saint-Amant-de-Bonnieure
- Saint-Amant-de-Graves
- Saint-Amant-de-Nouère
- Saint-Amarin
- Saint-Ambreuil
- Saint-Ambroix (Cher)
- Saint-Ambroix (Gard)
- Saint-Amour
- Saint-Amour-Bellevue
- Saint-Amé
- Saint-Andelain
- Saint-Andeux
- Saint-Andiol
- Saint-Androny
- Saint-André (Alpes-Maritimes)
- Saint-André (Gers)
- Saint-André (Haute-Garonne)
- Saint-André (Pyrénées-Orientales)
- Saint-André (Savoie)
- Saint-André (Tarn)
- Saint-André-Capcèze
- Saint-André-Farivillers
- Saint-André-Goule-d'Oie
- Saint-André-Lachamp
- Saint-André-Treize-Voies
- Saint-André-d'Allas
- Saint-André-d'Apchon
- Saint-André-d'Embrun
- Saint-André-d'Huiriat
- Saint-André-d'Hébertot
- Saint-André-d'Olérargues
- Saint-André-de-Bohon
- Saint-André-de-Boëge
- Saint-André-de-Briouze
- Saint-André-de-Buèges
- Saint-André-de-Bâgé
- Saint-André-de-Chalencon
- Saint-André-de-Corcy
- Saint-André-de-Cruzières
- Saint-André-de-Cubzac
- Saint-André-de-Double
- Saint-André-de-Lancize
- Saint-André-de-Lidon
- Saint-André-de-Majencoules
- Saint-André-de-Messei
- Saint-André-de-Najac
- Saint-André-de-Roquelongue
- Saint-André-de-Roquepertuis
- Saint-André-de-Rosans
- Saint-André-de-Sangonis
- Saint-André-de-Seignanx
- Saint-André-de-Valborgne
- Saint-André-de-Vézines
- Saint-André-de-l'Epine
- Saint-André-de-l'Eure
- Saint-André-de-la-Marche
- Saint-André-des-Eaux (Côtes-d'Armor)
- Saint-André-des-Eaux (Loire-Atlantique)
- Saint-André-du-Bois
- Saint-André-en-Barrois
- Saint-André-en-Bresse
- Saint-André-en-Morvan
- Saint-André-en-Royans
- Saint-André-en-Terre-Plaine
- Saint-André-en-Vivarais
- Saint-André-et-Appelles
- Saint-André-la-Côte
- Saint-André-le-Bouchoux
- Saint-André-le-Coq
- Saint-André-le-Désert
- Saint-André-le-Gaz
- Saint-André-le-Puy
- Saint-André-les-Alpes
- Saint-André-les-Vergers
- Saint-André-lez-Lille
- Saint-André-sur-Cailly
- Saint-André-sur-Orne
- Saint-André-sur-Sèvre
- Saint-André-sur-Vieux-Jonc
- Saint-Andéol (Drôme)
- Saint-Andéol (Isère)
- Saint-Andéol-de-Berg
- Saint-Andéol-de-Clerguemort
- Saint-Andéol-de-Fourchades
- Saint-Andéol-de-Vals
- Saint-Andéol-le-Château
- Saint-Ange-et-Torçay
- Saint-Ange-le-Viel
- Saint-Angeau
- Saint-Angel (Allier)
- Saint-Angel (Corrèze)
- Saint-Angel (Puy-de-Dôme)
- Saint-Anthot
- Saint-Anthème
- Saint-Antoine (Cantal)
- Saint-Antoine (Doubs)
- Saint-Antoine (Gers)
- Saint-Antoine (Gironde)
- Saint-Antoine-Cumond
- Saint-Antoine-d'Auberoche
- Saint-Antoine-de-Breuilh
- Saint-Antoine-de-Ficalba
- Saint-Antoine-du-Queyret
- Saint-Antoine-du-Rocher
- Saint-Antoine-l'Abbaye
- Saint-Antoine-la-Forêt
- Saint-Antoine-sur-l'Isle
- Saint-Antonin (Alpes-Maritimes)
- Saint-Antonin (Gers)
- Saint-Antonin-Noble-Val
- Saint-Antonin-de-Lacalm
- Saint-Antonin-de-Sommaire
- Saint-Antonin-du-Var
- Saint-Antonin-sur-Bayon
- Saint-Aoustrille
- Saint-Août
- Saint-Apollinaire (Côte-d'Or)
- Saint-Apollinaire (Hautes-Alpes)
- Saint-Apollinaire-de-Rias
- Saint-Appolinaire
- Saint-Appolinard (Isère)
- Saint-Appolinard (Loire)
- Saint-Aquilin
- Saint-Aquilin-de-Corbion
- Saint-Aquilin-de-Pacy
- Saint-Araille
- Saint-Arailles
- Saint-Arcons-d'Allier
- Saint-Arcons-de-Barges
- Saint-Arey
- Saint-Armel (Ille-et-Vilaine)
- Saint-Armel (Morbihan)
- Saint-Armou
- Saint-Arnac
- Saint-Arnoult (Calvados)
- Saint-Arnoult (Loir-et-Cher)
- Saint-Arnoult (Oise)
- Saint-Arnoult (Seine-Maritime)
- Saint-Arnoult-des-Bois
- Saint-Arnoult-en-Yvelines
- Saint-Arroman (Gers)
- Saint-Arroman (Hautes-Pyrénées)
- Saint-Arroumex
- Saint-Astier (Dordogne)
- Saint-Astier (Lot-et-Garonne)
- Saint-Auban
- Saint-Auban-d'Oze
- Saint-Auban-sur-l'Ouvèze
- Saint-Aubert
- Saint-Aubert-sur-Orne
- Saint-Aubin (Aisne)
- Saint-Aubin (Aube)
- Saint-Aubin (Côte-d'Or)
- Saint-Aubin (Essonne)
- Saint-Aubin (Indre)
- Saint-Aubin (Jura)
- Saint-Aubin (Landes)
- Saint-Aubin (Lot-et-Garonne)
- Saint-Aubin (Nord)
- Saint-Aubin (Pas-de-Calais)
- Saint-Aubin-Celloville
- Saint-Aubin-Château-Neuf
- Saint-Aubin-Epinay
- Saint-Aubin-Fosse-Louvain
- Saint-Aubin-Montenoy
- Saint-Aubin-Rivière
- Saint-Aubin-Routot
- Saint-Aubin-d'Appenai
- Saint-Aubin-d'Arquenay
- Saint-Aubin-d'Aubigné
- Saint-Aubin-d'Ecrosville
- Saint-Aubin-de-Blaye
- Saint-Aubin-de-Bonneval
- Saint-Aubin-de-Branne
- Saint-Aubin-de-Cadelech
- Saint-Aubin-de-Courteraie
- Saint-Aubin-de-Crétot
- Saint-Aubin-de-Lanquais
- Saint-Aubin-de-Locquenay
- Saint-Aubin-de-Luigné
- Saint-Aubin-de-Médoc
- Saint-Aubin-de-Nabirat
- Saint-Aubin-de-Scellon
- Saint-Aubin-de-Terregatte
- Saint-Aubin-des-Bois (Calvados)
- Saint-Aubin-des-Bois (Eure-et-Loir)
- Saint-Aubin-des-Chaumes
- Saint-Aubin-des-Châteaux
- Saint-Aubin-des-Coudrais
- Saint-Aubin-des-Grois
- Saint-Aubin-des-Hayes
- Saint-Aubin-des-Landes
- Saint-Aubin-des-Ormeaux
- Saint-Aubin-des-Préaux
- Saint-Aubin-du-Cormier
- Saint-Aubin-du-Désert
- Saint-Aubin-du-Pavail
- Saint-Aubin-du-Perron
- Saint-Aubin-du-Plain
- Saint-Aubin-du-Thenney
- Saint-Aubin-en-Bray
- Saint-Aubin-en-Charollais
- Saint-Aubin-la-Plaine
- Saint-Aubin-le-Cauf
- Saint-Aubin-le-Cloud
- Saint-Aubin-le-Dépeint
- Saint-Aubin-le-Guichard
- Saint-Aubin-le-Monial
- Saint-Aubin-le-Vertueux
- Saint-Aubin-les-Forges
- Saint-Aubin-lès-Elbeuf
- Saint-Aubin-sous-Erquery
- Saint-Aubin-sur-Aire
- Saint-Aubin-sur-Gaillon
- Saint-Aubin-sur-Loire
- Saint-Aubin-sur-Mer (Calvados)
- Saint-Aubin-sur-Mer (Seine-Maritime)
- Saint-Aubin-sur-Quillebeuf
- Saint-Aubin-sur-Scie
- Saint-Aubin-sur-Yonne
- Saint-Augustin (Charente-Maritime)
- Saint-Augustin (Corrèze)
- Saint-Augustin (Seine-et-Marne)
- Saint-Augustin-des-Bois
- Saint-Aulaire
- Saint-Aulais-la-Chapelle
- Saint-Aulaye
- Saint-Aunix-Lengros
- Saint-Aunès
- Saint-Aupre
- Saint-Austremoine
- Saint-Auvent
- Saint-Avaugourd-des-Landes
- Saint-Aventin
- Saint-Avertin
- Saint-Avit (Charente)
- Saint-Avit (Drôme)
- Saint-Avit (Landes)
- Saint-Avit (Loir-et-Cher)
- Saint-Avit (Lot-et-Garonne)
- Saint-Avit (Puy-de-Dôme)
- Saint-Avit (Tarn)
- Saint-Avit-Frandat
- Saint-Avit-Rivière
- Saint-Avit-St-Nazaire
- Saint-Avit-Sénieur
- Saint-Avit-de-Soulège
- Saint-Avit-de-Tardes
- Saint-Avit-de-Vialard
- Saint-Avit-le-Pauvre
- Saint-Avit-les-Guespières
- Saint-Avold
- Saint-Avre
- Saint-Avé
- Saint-Ay
- Saint-Aybert
- Saint-Babel
- Saint-Baldoph
- Saint-Bandry
- Saint-Baraing
- Saint-Barbant
- Saint-Bard
- Saint-Bardoux
- Saint-Barnabé
- Saint-Barthélemy (Haute-Saône)
- Saint-Barthélemy (Isère)
- Saint-Barthélemy (Landes)
- Saint-Barthélemy (Manche)
- Saint-Barthélemy (Morbihan)
- Saint-Barthélemy (Seine-et-Marne)
- Saint-Barthélemy-Grozon
- Saint-Barthélemy-Lestra
- Saint-Barthélemy-d'Agenais
- Saint-Barthélemy-d'Anjou
- Saint-Barthélemy-de-Bellegarde
- Saint-Barthélemy-de-Bussière
- Saint-Barthélemy-de-Séchilienne
- Saint-Barthélemy-de-Vals
- Saint-Barthélemy-le-Meil
- Saint-Barthélemy-le-Plain
- Saint-Basile
- Saint-Baslemont
- Saint-Baudel
- Saint-Baudelle
- Saint-Baudille-de-la-Tour
- Saint-Baudille-et-Pipet
- Saint-Bauld
- Saint-Baussant
- Saint-Bauzeil
- Saint-Bauzile (Ardèche)
- Saint-Bauzile (Lozère)
- Saint-Bauzille-de-Montmel
- Saint-Bauzille-de-Putois
- Saint-Bauzille-de-la-Sylve
- Saint-Bauzély
- Saint-Bazile
- Saint-Bazile-de-Meyssac
- Saint-Bazile-de-la-Roche
- Saint-Beaulize
- Saint-Beauzeil
- Saint-Beauzile
- Saint-Beauzire (Haute-Loire)
- Saint-Beauzire (Puy-de-Dôme)
- Saint-Beauzély
- Saint-Benin
- Saint-Benin-d'Azy
- Saint-Benin-des-Bois
- Saint-Benoist-sur-Mer
- Saint-Benoist-sur-Vanne
- Saint-Benoit-en-Diois
- Saint-Benoît (Ain)
- Saint-Benoît (Alpes-de-Haute-Provence)
- Saint-Benoît (Aude)
- Saint-Benoît (Vienne)
- Saint-Benoît-d'Hébertot
- Saint-Benoît-de-Carmaux
- Saint-Benoît-des-Ombres
- Saint-Benoît-des-Ondes
- Saint-Benoît-du-Sault
- Saint-Benoît-la-Chipotte
- Saint-Benoît-la-Forêt
- Saint-Benoît-sur-Loire
- Saint-Benoît-sur-Seine
- Saint-Berain-sous-Sanvignes
- Saint-Bernard (Ain)
- Saint-Bernard (Côte-d'Or)
- Saint-Bernard (Haut-Rhin)
- Saint-Bernard (Isère)
- Saint-Berthevin
- Saint-Berthevin-la-Tannière
- Saint-Bertrand-de-Comminges
- Saint-Biez-en-Belin
- Saint-Bihy
- Saint-Blaise (Alpes-Maritimes)
- Saint-Blaise (Haute-Savoie)
- Saint-Blaise-du-Buis
- Saint-Blaise-la-Roche
- Saint-Blancard
- Saint-Blimont
- Saint-Blin-Semilly
- Saint-Bohaire
- Saint-Boil
- Saint-Boingt
- Saint-Bois
- Saint-Bomer
- Saint-Bon
- Saint-Bon-Tarentaise
- Saint-Bonnet
- Saint-Bonnet-Avalouze
- Saint-Bonnet-Elvert
- Saint-Bonnet-Tronçais
- Saint-Bonnet-de-Bellac
- Saint-Bonnet-de-Chavagne
- Saint-Bonnet-de-Chirac
- Saint-Bonnet-de-Condat
- Saint-Bonnet-de-Cray
- Saint-Bonnet-de-Four
- Saint-Bonnet-de-Joux
- Saint-Bonnet-de-Montauroux
- Saint-Bonnet-de-Mure
- Saint-Bonnet-de-Rochefort
- Saint-Bonnet-de-Salendrinque
- Saint-Bonnet-de-Salers
- Saint-Bonnet-de-Valclérieux
- Saint-Bonnet-de-Vieille-Vigne
- Saint-Bonnet-des-Bruyères
- Saint-Bonnet-des-Quarts
- Saint-Bonnet-du-Gard
- Saint-Bonnet-en-Bresse
- Saint-Bonnet-en-Champsaur
- Saint-Bonnet-l'Enfantier
- Saint-Bonnet-la-Rivière
- Saint-Bonnet-le-Bourg
- Saint-Bonnet-le-Chastel
- Saint-Bonnet-le-Château
- Saint-Bonnet-le-Courreau
- Saint-Bonnet-le-Froid
- Saint-Bonnet-le-Troncy
- Saint-Bonnet-les-Oules
- Saint-Bonnet-les-Tours-de-Merle
- Saint-Bonnet-lès-Allier
- Saint-Bonnet-près-Bort
- Saint-Bonnet-près-Orcival
- Saint-Bonnet-près-Riom
- Saint-Bonnet-sur-Gironde
- Saint-Bonnot
- Saint-Bouize
- Saint-Boès
- Saint-Brancher
- Saint-Branchs
- Saint-Brandan
- Saint-Bresson (Gard)
- Saint-Bresson (Haute-Saône)
- Saint-Bressou
- Saint-Brevin-les-Pins
- Saint-Briac-sur-Mer
- Saint-Brice (Charente)
- Saint-Brice (Gironde)
- Saint-Brice (Manche)
- Saint-Brice (Mayenne)
- Saint-Brice (Orne)
- Saint-Brice (Seine-et-Marne)
- Saint-Brice-Courcelles
- Saint-Brice-de-Landelles
- Saint-Brice-en-Coglès
- Saint-Brice-sous-Forêt
- Saint-Brice-sous-Rânes
- Saint-Brice-sur-Vienne
- Saint-Brieuc
- Saint-Brieuc-de-Mauron
- Saint-Brieuc-des-Iffs
- Saint-Bris-des-Bois
- Saint-Bris-le-Vineux
- Saint-Brisson
- Saint-Brisson-sur-Loire
- Saint-Broing
- Saint-Broing-les-Moines
- Saint-Broingt-le-Bois
- Saint-Broingt-les-Fosses
- Saint-Broladre
- Saint-Brès (Gard)
- Saint-Brès (Gers)
- Saint-Brès (Hérault)
- Saint-Bueil
- Saint-Béat
- Saint-Bénigne
- Saint-Bénézet
- Saint-Bérain
- Saint-Bérain-sur-Dheune
- Saint-Béron
- Saint-Bômer-les-Forges
- Saint-Calais
- Saint-Calais-du-Désert
- Saint-Calez-en-Saosnois
- Saint-Cannat
- Saint-Caprais (Allier)
- Saint-Caprais (Cher)
- Saint-Caprais (Gers)
- Saint-Caprais (Lot)
- Saint-Caprais-de-Blaye
- Saint-Caprais-de-Bordeaux
- Saint-Caprais-de-Lerm
- Saint-Capraise-d'Eymet
- Saint-Capraise-de-Lalinde
- Saint-Caradec
- Saint-Caradec-Trégomel
- Saint-Carné
- Saint-Carreuc
- Saint-Cassien (Dordogne)
- Saint-Cassien (Isère)
- Saint-Cassin
- Saint-Cast-le-Guildo
- Saint-Castin
- Saint-Cergues
- Saint-Cernin (Cantal)
- Saint-Cernin (Lot)
- Saint-Cernin-de-Labarde
- Saint-Cernin-de-Larche
- Saint-Cernin-de-l'Herm
- Saint-Chabrais
- Saint-Chaffrey
- Saint-Chamant (Cantal)
- Saint-Chamant (Corrèze)
- Saint-Chamarand
- Saint-Chamas
- Saint-Chamassy
- Saint-Chamond
- Saint-Champ
- Saint-Chaptes
- Saint-Charles-de-Percy
- Saint-Charles-la-Forêt
- Saint-Chartier
- Saint-Chef
- Saint-Chels
- Saint-Chinian
- Saint-Christ-Briost
- Saint-Christaud (Gers)
- Saint-Christaud (Haute-Garonne)
- Saint-Christo-en-Jarez
- Saint-Christol (Ardèche)
- Saint-Christol (Hérault)
- Saint-Christol (Vaucluse)
- Saint-Christol-de-Rodières
- Saint-Christol-lès-Alès
- Saint-Christoly-Médoc
- Saint-Christoly-de-Blaye
- Saint-Christophe (Allier)
- Saint-Christophe (Charente)
- Saint-Christophe (Charente-Maritime)
- Saint-Christophe (Creuse)
- Saint-Christophe (Eure-et-Loir)
- Saint-Christophe (Rodan)
- Saint-Christophe (Savoie)
- Saint-Christophe (Tarn)
- Saint-Christophe (Vienne)
- Saint-Christophe-Dodinicourt
- Saint-Christophe-Vallon
- Saint-Christophe-d'Allier
- Saint-Christophe-de-Chaulieu
- Saint-Christophe-de-Double
- Saint-Christophe-des-Bardes
- Saint-Christophe-des-Bois
- Saint-Christophe-du-Bois
- Saint-Christophe-du-Foc
- Saint-Christophe-du-Jambet
- Saint-Christophe-du-Ligneron
- Saint-Christophe-du-Luat
- Saint-Christophe-en-Bazelle
- Saint-Christophe-en-Boucherie
- Saint-Christophe-en-Bresse
- Saint-Christophe-en-Brionnais
- Saint-Christophe-en-Champagne
- Saint-Christophe-en-Oisans
- Saint-Christophe-et-le-Laris
- Saint-Christophe-la-Couperie
- Saint-Christophe-le-Chaudry
- Saint-Christophe-le-Jajolet
- Saint-Christophe-sur-Avre
- Saint-Christophe-sur-Condé
- Saint-Christophe-sur-Dolaison
- Saint-Christophe-sur-Guiers
- Saint-Christophe-sur-Roc
- Saint-Christophe-sur-le-Nais
- Saint-Christophe-à-Berry
- Saint-Chély-d'Apcher
- Saint-Chély-d'Aubrac
- Saint-Chéron (Essonne)
- Saint-Chéron (Marne)
- Saint-Cibard
- Saint-Cierge-la-Serre
- Saint-Cierge-sous-le-Cheylard
- Saint-Ciergues
- Saint-Ciers-Champagne
- Saint-Ciers-d'Abzac
- Saint-Ciers-de-Canesse
- Saint-Ciers-du-Taillon
- Saint-Ciers-sur-Bonnieure
- Saint-Ciers-sur-Gironde
- Saint-Cirgue
- Saint-Cirgues (Haute-Loire)
- Saint-Cirgues (Lot)
- Saint-Cirgues-de-Jordanne
- Saint-Cirgues-de-Malbert
- Saint-Cirgues-de-Prades
- Saint-Cirgues-en-Montagne
- Saint-Cirgues-la-Loutre
- Saint-Cirgues-sur-Couze
- Saint-Cirice
- Saint-Cirq (Dordogne)
- Saint-Cirq (Tarn-et-Garonne)
- Saint-Cirq-Lapopie
- Saint-Cirq-Madelon
- Saint-Cirq-Souillaguet
- Saint-Civran
- Saint-Clair (Ardèche)
- Saint-Clair (Lot)
- Saint-Clair (Tarn-et-Garonne)
- Saint-Clair (Vienne)
- Saint-Clair-d'Arcey
- Saint-Clair-de-Halouze
- Saint-Clair-de-la-Tour
- Saint-Clair-du-Rhône
- Saint-Clair-sur-Epte
- Saint-Clair-sur-Galaure
- Saint-Clair-sur-l'Elle
- Saint-Clair-sur-les-Monts
- Saint-Clar
- Saint-Clar-de-Rivière
- Saint-Claud
- Saint-Claude
- Saint-Claude-de-Diray
- Saint-Clet
- Saint-Cloud
- Saint-Cloud-en-Dunois
- Saint-Clément (Aisne)
- Saint-Clément (Allier)
- Saint-Clément (Ardèche)
- Saint-Clément (Cantal)
- Saint-Clément (Corrèze)
- Saint-Clément (Gard)
- Saint-Clément (Meurthe-et-Moselle)
- Saint-Clément (Yonne)
- Saint-Clément-Rancoudray
- Saint-Clément-de-Rivière
- Saint-Clément-de-Régnat
- Saint-Clément-de-Valorgue
- Saint-Clément-de-Vers
- Saint-Clément-de-la-Place
- Saint-Clément-des-Baleines
- Saint-Clément-des-Levées
- Saint-Clément-les-Places
- Saint-Clément-sur-Durance
- Saint-Clément-sur-Guye
- Saint-Clément-sur-Valsonne
- Saint-Clémentin
- Saint-Colomb-de-Lauzun
- Saint-Colomban
- Saint-Colomban-des-Villards
- Saint-Congard
- Saint-Connan
- Saint-Connec
- Saint-Constant
- Saint-Contest
- Saint-Corneille
- Saint-Cornier-des-Landes
- Saint-Cosme
- Saint-Cosme-en-Vairais
- Saint-Couat-d'Aude
- Saint-Couat-du-Razès
- Saint-Coulitz
- Saint-Coulomb
- Saint-Coutant (Charente)
- Saint-Coutant (Deux-Sèvres)
- Saint-Coutant-le-Grand
- Saint-Crespin
- Saint-Crespin-sur-Moine
- Saint-Cricq
- Saint-Cricq-Chalosse
- Saint-Cricq-Villeneuve
- Saint-Cricq-du-Gave
- Saint-Créac (Gers)
- Saint-Créac (Hautes-Pyrénées)
- Saint-Crépin (Charente-Maritime)
- Saint-Crépin (Hautes-Alpes)
- Saint-Crépin-Ibouvillers
- Saint-Crépin-aux-Bois
- Saint-Crépin-d'Auberoche
- Saint-Crépin-de-Richemont
- Saint-Crépin-et-Carlucet
- Saint-Cybardeaux
- Saint-Cybranet
- Saint-Cyprien (Corrèze)
- Saint-Cyprien (Dordogne)
- Saint-Cyprien (Loire)
- Saint-Cyprien (Lot)
- Saint-Cyprien (Pyrénées-Orientales)
- Saint-Cyprien-sur-Dourdou
- Saint-Cyr (Ardèche)
- Saint-Cyr (Haute-Vienne)
- Saint-Cyr (Manche)
- Saint-Cyr (Saône-et-Loire)
- Saint-Cyr (Vienne)
- Saint-Cyr-Montmalin
- Saint-Cyr-au-Mont-d'Or
- Saint-Cyr-de-Favières
- Saint-Cyr-de-Salerne
- Saint-Cyr-de-Valorges
- Saint-Cyr-des-Gâts
- Saint-Cyr-du-Bailleul
- Saint-Cyr-du-Doret
- Saint-Cyr-du-Gault
- Saint-Cyr-du-Ronceray
- Saint-Cyr-en-Arthies
- Saint-Cyr-en-Bourg
- Saint-Cyr-en-Pail
- Saint-Cyr-en-Talmondais
- Saint-Cyr-en-Val
- Saint-Cyr-l'Ecole
- Saint-Cyr-la-Campagne
- Saint-Cyr-la-Lande
- Saint-Cyr-la-Rivière
- Saint-Cyr-la-Roche
- Saint-Cyr-la-Rosière
- Saint-Cyr-le-Chatoux
- Saint-Cyr-le-Gravelais
- Saint-Cyr-les-Champagnes
- Saint-Cyr-les-Colons
- Saint-Cyr-les-Vignes
- Saint-Cyr-sous-Dourdan
- Saint-Cyr-sur-Loire
- Saint-Cyr-sur-Menthon
- Saint-Cyr-sur-Mer
- Saint-Cyr-sur-Morin
- Saint-Cyr-sur-le-Rhône
- Saint-Cyran-du-Jambot
- Saint-Célerin
- Saint-Céneri-le-Gérei
- Saint-Céneré
- Saint-Céols
- Saint-Céré
- Saint-Césaire
- Saint-Césaire-de-Gauzignan
- Saint-Cézaire-sur-Siagne
- Saint-Cézert
- Saint-Côme
- Saint-Côme-d'Olt
- Saint-Côme-de-Fresné
- Saint-Côme-du-Mont
- Saint-Côme-et-Maruéjols
- Saint-Dalmas-le-Selvage
- Saint-Daunès
- Saint-Denis (Aude)
- Saint-Denis (Gard)
- Saint-Denis (Seine-Saint-Denis)
- Saint-Denis (Yonne)
- Saint-Denis-Catus
- Saint-Denis-Combarnazat
- Saint-Denis-Maisoncelles
- Saint-Denis-d'Aclon
- Saint-Denis-d'Anjou
- Saint-Denis-d'Augerons
- Saint-Denis-d'Authou
- Saint-Denis-d'Oléron
- Saint-Denis-d'Orques
- Saint-Denis-de-Cabanne
- Saint-Denis-de-Gastines
- Saint-Denis-de-Jouhet
- Saint-Denis-de-Mailloc
- Saint-Denis-de-Méré
- Saint-Denis-de-Palin
- Saint-Denis-de-Pile
- Saint-Denis-de-Vaux
- Saint-Denis-de-Villenette
- Saint-Denis-de-l'Hôtel
- Saint-Denis-des-Coudrais
- Saint-Denis-des-Monts
- Saint-Denis-des-Murs
- Saint-Denis-des-Puits
- Saint-Denis-du-Béhélan
- Saint-Denis-du-Maine
- Saint-Denis-du-Payré
- Saint-Denis-du-Pin
- Saint-Denis-en-Bugey
- Saint-Denis-en-Margeride
- Saint-Denis-en-Val
- Saint-Denis-la-Chevasse
- Saint-Denis-le-Ferment
- Saint-Denis-le-Gast
- Saint-Denis-le-Thiboult
- Saint-Denis-le-Vêtu
- Saint-Denis-les-Ponts
- Saint-Denis-lès-Bourg
- Saint-Denis-lès-Martel
- Saint-Denis-lès-Rebais
- Saint-Denis-sur-Coise
- Saint-Denis-sur-Huisne
- Saint-Denis-sur-Loire
- Saint-Denis-sur-Ouanne
- Saint-Denis-sur-Sarthon
- Saint-Denis-sur-Scie
- Saint-Deniscourt
- Saint-Denoeux
- Saint-Denoual
- Saint-Derrien
- Saint-Didier (Côte-d'Or)
- Saint-Didier (Ille-et-Vilaine)
- Saint-Didier (Jura)
- Saint-Didier (Nièvre)
- Saint-Didier (Vaucluse)
- Saint-Didier-au-Mont-d'Or
- Saint-Didier-d'Allier
- Saint-Didier-d'Aussiat
- Saint-Didier-de-Bizonnes
- Saint-Didier-de-Formans
- Saint-Didier-de-la-Tour
- Saint-Didier-des-Bois
- Saint-Didier-en-Bresse
- Saint-Didier-en-Brionnais
- Saint-Didier-en-Donjon
- Saint-Didier-en-Velay
- Saint-Didier-la-Forêt
- Saint-Didier-sous-Aubenas
- Saint-Didier-sous-Ecouves
- Saint-Didier-sous-Riverie
- Saint-Didier-sur-Arroux
- Saint-Didier-sur-Beaujeu
- Saint-Didier-sur-Chalaronne
- Saint-Didier-sur-Doulon
- Saint-Didier-sur-Rochefort
- Saint-Dier-d'Auvergne
- Saint-Dionizy
- Saint-Disdier
- Saint-Divy
- Saint-Dizant-du-Bois
- Saint-Dizant-du-Gua
- Saint-Dizier
- Saint-Dizier-Leyrenne
- Saint-Dizier-en-Diois
- Saint-Dizier-l'Evêque
- Saint-Dizier-la-Tour
- Saint-Dizier-les-Domaines
- Saint-Dié-des-Vosges
- Saint-Diéry
- Saint-Dolay
- Saint-Domet
- Saint-Domineuc
- Saint-Donan
- Saint-Donat
- Saint-Donat-sur-l'Herbasse
- Saint-Dos
- Saint-Doulchard
- Saint-Drézéry
- Saint-Désert
- Saint-Désir
- Saint-Désirat
- Saint-Désiré
- Saint-Dézéry
- Saint-Ebremond-de-Bonfossé
- Saint-Edmond
- Saint-Egrève
- Saint-Elier
- Saint-Eliph
- Saint-Elix
- Saint-Elix-Séglan
- Saint-Elix-Theux
- Saint-Elix-le-Château
- Saint-Ellier-du-Maine
- Saint-Ellier-les-Bois
- Saint-Eloi (Ain)
- Saint-Eloi (Creuse)
- Saint-Eloi (Nièvre)
- Saint-Eloi-de-Fourques
- Saint-Eloy
- Saint-Eloy-d'Allier
- Saint-Eloy-de-Gy
- Saint-Eloy-la-Glacière
- Saint-Eloy-les-Mines
- Saint-Eloy-les-Tuileries
- Saint-Eman
- Saint-Emiland
- Saint-Ennemond
- Saint-Epain
- Saint-Epvre
- Saint-Erblon (Ille-et-Vilaine)
- Saint-Erblon (Mayenne)
- Saint-Erme-Outre-et-Ramecourt
- Saint-Escobille
- Saint-Esteben
- Saint-Estèphe (Dordogne)
- Saint-Estèphe (Gironde)
- Saint-Estève
- Saint-Etienne-Cantalès
- Saint-Etienne-Estréchoux
- Saint-Etienne-Lardeyrol
- Saint-Etienne-Roilaye
- Saint-Etienne-Vallée-Française
- Saint-Etienne-au-Mont
- Saint-Etienne-aux-Clos
- Saint-Etienne-d'Albagnan
- Saint-Etienne-de-Baïgorry
- Saint-Etienne-de-Boulogne
- Saint-Etienne-de-Brillouet
- Saint-Etienne-de-Carlat
- Saint-Etienne-de-Chigny
- Saint-Etienne-de-Chomeil
- Saint-Etienne-de-Crossey
- Saint-Etienne-de-Cuines
- Saint-Etienne-de-Fontbellon
- Saint-Etienne-de-Fougères
- Saint-Etienne-de-Fursac
- Saint-Etienne-de-Gourgas
- Saint-Etienne-de-Lisse
- Saint-Etienne-de-Lugdarès
- Saint-Etienne-de-Maurs
- Saint-Etienne-de-Puycorbier
- Saint-Etienne-de-Serre
- Saint-Etienne-de-St-Geoirs
- Saint-Etienne-de-Tinée
- Saint-Etienne-de-Tulmont
- Saint-Etienne-de-Valoux
- Saint-Etienne-de-Vicq
- Saint-Etienne-de-Villeréal
- Saint-Etienne-de-l'Olm
- Saint-Etienne-des-Champs
- Saint-Etienne-des-Guérets
- Saint-Etienne-des-Oullières
- Saint-Etienne-des-Sorts
- Saint-Etienne-du-Bois (Ain)
- Saint-Etienne-du-Grès
- Saint-Etienne-du-Gué-de-l'Isl
- Saint-Etienne-du-Rouvray
- Saint-Etienne-du-Valdonnez
- Saint-Etienne-du-Vauvray
- Saint-Etienne-du-Vigan
- Saint-Etienne-en-Bresse
- Saint-Etienne-en-Coglès
- Saint-Etienne-en-Dévoluy
- Saint-Etienne-l'Allier
- Saint-Etienne-la-Cigogne
- Saint-Etienne-la-Geneste
- Saint-Etienne-la-Thillaye
- Saint-Etienne-la-Varenne
- Saint-Etienne-le-Laus
- Saint-Etienne-le-Molard
- Saint-Etienne-les-Orgues
- Saint-Etienne-sous-Bailleul
- Saint-Etienne-sous-Barbuise
- Saint-Etienne-sur-Blesle
- Saint-Etienne-sur-Chalaronne
- Saint-Etienne-sur-Reyssouze
- Saint-Etienne-sur-Suippe
- Saint-Etienne-sur-Usson
- Saint-Etienne-à-Arnes
- Saint-Eugène (Aisne)
- Saint-Eugène (Charente-Maritime)
- Saint-Eugène (Saône-et-Loire)
- Saint-Eulien
- Saint-Euphraise-et-Clairizet
- Saint-Euphrône
- Saint-Eustache
- Saint-Eustache-la-Forêt
- Saint-Eusèbe (Haute-Savoie)
- Saint-Eusèbe (Saône-et-Loire)
- Saint-Eusèbe-en-Champsaur
- Saint-Eutrope
- Saint-Eutrope-de-Born
- Saint-Evarzec
- Saint-Evroult-Notre-Dame-du-Bois
- Saint-Evroult-de-Montfort
- Saint-Exupéry
- Saint-Exupéry-les-Roches
- Saint-Fargeau
- Saint-Fargeau-Ponthierry
- Saint-Fargeol
- Saint-Faust
- Saint-Fergeux
- Saint-Ferjeux
- Saint-Ferme
- Saint-Ferriol
- Saint-Ferréol (Haute-Garonne)
- Saint-Ferréol (Haute-Savoie)
- Saint-Ferréol-Trente-Pas
- Saint-Ferréol-d'Auroure
- Saint-Ferréol-des-Côtes
- Saint-Fiacre (Côtes-d'Armor)
- Saint-Fiacre (Seine-et-Marne)
- Saint-Fiacre-sur-Maine
- Saint-Fiel
- Saint-Firmin (Hautes-Alpes)
- Saint-Firmin (Meurthe-et-Moselle)
- Saint-Firmin (Nièvre)
- Saint-Firmin (Saône-et-Loire)
- Saint-Firmin-des-Bois
- Saint-Firmin-sur-Loire
- Saint-Flavy
- Saint-Florent (Haute-Corse)
- Saint-Florent (Loiret)
- Saint-Florent-des-Bois
- Saint-Florent-le-Vieil
- Saint-Florent-sur-Auzonnet
- Saint-Florent-sur-Cher
- Saint-Florentin (Yonne)
- Saint-Floret
- Saint-Floris
- Saint-Flour (Cantal)
- Saint-Flour (Puy-de-Dôme)
- Saint-Flour-de-Mercoire
- Saint-Flovier
- Saint-Floxel
- Saint-Folquin
- Saint-Fons
- Saint-Forgeot
- Saint-Forget
- Saint-Forgeux
- Saint-Forgeux-Lespinasse
- Saint-Fort
- Saint-Fort-sur-Gironde
- Saint-Fort-sur-le-Né
- Saint-Fortunat-sur-Eyrieux
- Saint-Fraigne
- Saint-Fraimbault
- Saint-Fraimbault-de-Prières
- Saint-Frajou
- Saint-Franc
- Saint-Franchy
- Saint-François-Lacroix
- Saint-François-Longchamp
- Saint-François-de-Sales
- Saint-Frichoux
- Saint-Frion
- Saint-Fromond
- Saint-Front (Charente)
- Saint-Front (Haute-Loire)
- Saint-Front-d'Alemps
- Saint-Front-de-Pradoux
- Saint-Front-la-Rivière
- Saint-Front-sur-Lémance
- Saint-Front-sur-Nizonne
- Saint-Froult
- Saint-Frégant
- Saint-Fréjoux
- Saint-Frézal-d'Albuges
- Saint-Frézal-de-Ventalon
- Saint-Fulgent
- Saint-Fulgent-des-Ormes
- Saint-Fuscien
- Saint-Félicien
- Saint-Féliu-d'Amont
- Saint-Féliu-d'Avall
- Saint-Félix (Allier)
- Saint-Félix (Charente)
- Saint-Félix (Charente-Maritime)
- Saint-Félix (Haute-Savoie)
- Saint-Félix (Lot)
- Saint-Félix (Oise)
- Saint-Félix-Lauragais
- Saint-Félix-de-Bourdeilles
- Saint-Félix-de-Foncaude
- Saint-Félix-de-Lodez
- Saint-Félix-de-Lunel
- Saint-Félix-de-Pallières
- Saint-Félix-de-Reillac-et-Mortemart
- Saint-Félix-de-Rieutord
- Saint-Félix-de-Sorgues
- Saint-Félix-de-Tournegat
- Saint-Félix-de-Villadeix
- Saint-Félix-de-l'Héras
- Saint-Gabriel-Brécy
- Saint-Gal
- Saint-Gal-sur-Sioule
- Saint-Galmier
- Saint-Gand
- Saint-Ganton
- Saint-Gatien-des-Bois
- Saint-Gaudens
- Saint-Gaudent
- Saint-Gaudéric
- Saint-Gaultier
- Saint-Gauzens
- Saint-Gein
- Saint-Gelais
- Saint-Gelven
- Saint-Gence
- Saint-Genest (Allier)
- Saint-Genest (Vosges)
- Saint-Genest-Lachamp
- Saint-Genest-Lerpt
- Saint-Genest-Malifaux
- Saint-Genest-d'Ambière
- Saint-Genest-de-Beauzon
- Saint-Genest-de-Contest
- Saint-Genest-sur-Roselle
- Saint-Geneys-près-St-Paulien
- Saint-Gengoulph
- Saint-Gengoux-de-Scissé
- Saint-Gengoux-le-National
- Saint-Geniez
- Saint-Geniez-d'Olt
- Saint-Geniez-ô-Merle
- Saint-Genis
- Saint-Genis-Laval
- Saint-Genis-Pouilly
- Saint-Genis-d'Hiersac
- Saint-Genis-de-Stonge
- Saint-Genis-du-Bois
- Saint-Genis-l'Argentière
- Saint-Genis-les-Ollières
- Saint-Genis-sur-Menthon
- Saint-Genix-sur-Guiers
- Saint-Geniès
- Saint-Geniès-Bellevue
- Saint-Geniès-de-Comolas
- Saint-Geniès-de-Fontedit
- Saint-Geniès-de-Malgoirès
- Saint-Geniès-de-Varensal
- Saint-Geniès-des-Mourgues
- Saint-Genou
- Saint-Genouph
- Saint-Genès-Champanelle
- Saint-Genès-Champespe
- Saint-Genès-de-Blaye
- Saint-Genès-de-Castillon
- Saint-Genès-de-Fronsac
- Saint-Genès-de-Lombaud
- Saint-Genès-du-Retz
- Saint-Genès-la-Tourette
- Saint-Geoire-en-Valdaine
- Saint-Geoirs
- Saint-Georges (Cantal)
- Saint-Georges (Charente)
- Saint-Georges (Gers)
- Saint-Georges (Lot-et-Garonne)
- Saint-Georges (Moselle)
- Saint-Georges (Pas-de-Calais)
- Saint-Georges (Tarn-et-Garonne)
- Saint-Georges-Antignac
- Saint-Georges-Armont
- Saint-Georges-Blancaneix
- Saint-Georges-Buttavent
- Saint-Georges-Haute-Ville
- Saint-Georges-Lagricol
- Saint-Georges-Montcocq
- Saint-Georges-Motel
- Saint-Georges-Nigremont
- Saint-Georges-d'Annebecq
- Saint-Georges-d'Aunay
- Saint-Georges-d'Aurac
- Saint-Georges-d'Elle
- Saint-Georges-d'Espéranche
- Saint-Georges-d'Oléron
- Saint-Georges-d'Orques
- Saint-Georges-de-Baroille
- Saint-Georges-de-Bohon
- Saint-Georges-de-Chesné
- Saint-Georges-de-Commiers
- Saint-Georges-de-Didonne
- Saint-Georges-de-Gréhaigne
- Saint-Georges-de-Livoye
- Saint-Georges-de-Longuepierre
- Saint-Georges-de-Luzençon
- Saint-Georges-de-Lévéjac
- Saint-Georges-de-Mons
- Saint-Georges-de-Montaigu
- Saint-Georges-de-Montclard
- Saint-Georges-de-Noisné
- Saint-Georges-de-Pointindoux
- Saint-Georges-de-Poisieux
- Saint-Georges-de-Reintembault
- Saint-Georges-de-Reneins
- Saint-Georges-de-Rex
- Saint-Georges-de-Rouelley
- Saint-Georges-de-la-Couée
- Saint-Georges-de-la-Rivière
- Saint-Georges-des-Agoûts
- Saint-Georges-des-Coteaux
- Saint-Georges-des-Gardes
- Saint-Georges-des-Groseillers
- Saint-Georges-des-Hurtières
- Saint-Georges-des-Sept-Voies
- Saint-Georges-du-Bois (Charente-Maritime)
- Saint-Georges-du-Bois (Maine-et-Loire)
- Saint-Georges-du-Bois (Sarthe)
- Saint-Georges-du-Mesnil
- Saint-Georges-du-Rosay
- Saint-Georges-du-Vièvre
- Saint-Georges-en-Auge
- Saint-Georges-en-Couzan
- Saint-Georges-la-Pouge
- Saint-Georges-le-Fléchard
- Saint-Georges-le-Gaultier
- Saint-Georges-les-Bains
- Saint-Georges-les-Landes
- Saint-Georges-lès-Baillargeaux
- Saint-Georges-sur-Allier
- Saint-Georges-sur-Arnon
- Saint-Georges-sur-Baulche
- Saint-Georges-sur-Cher
- Saint-Georges-sur-Erve
- Saint-Georges-sur-Eure
- Saint-Georges-sur-Fontaine
- Saint-Georges-sur-Layon
- Saint-Georges-sur-Loire
- Saint-Georges-sur-Moulon
- Saint-Georges-sur-Renon
- Saint-Georges-sur-l'Aa
- Saint-Georges-sur-la-Prée
- Saint-Geours-d'Auribat
- Saint-Geours-de-Maremne
- Saint-Germain (Ardèche)
- Saint-Germain (Aube)
- Saint-Germain (Haute-Saône)
- Saint-Germain (Meurthe-et-Moselle)
- Saint-Germain (Vienne)
- Saint-Germain-Beaupré
- Saint-Germain-Chassenay
- Saint-Germain-Langot
- Saint-Germain-Laprade
- Saint-Germain-Laval (Loire)
- Saint-Germain-Laval (Seine-et-Marne)
- Saint-Germain-Lavolps
- Saint-Germain-Laxis
- Saint-Germain-Lembron
- Saint-Germain-Lespinasse
- Saint-Germain-Source-Seine
- Saint-Germain-Village
- Saint-Germain-au-Mont-d'Or
- Saint-Germain-d'Anxure
- Saint-Germain-d'Arcé
- Saint-Germain-d'Aunay
- Saint-Germain-d'Ectot
- Saint-Germain-d'Elle
- Saint-Germain-d'Esteuil
- Saint-Germain-d'Etables
- Saint-Germain-de-Belvès
- Saint-Germain-de-Calberte
- Saint-Germain-de-Clairefeuille
- Saint-Germain-de-Confolens
- Saint-Germain-de-Coulamer
- Saint-Germain-de-Fresney
- Saint-Germain-de-Grave
- Saint-Germain-de-Joux
- Saint-Germain-de-Livet
- Saint-Germain-de-Longue-Chaume
- Saint-Germain-de-Lusignan
- Saint-Germain-de-Marencennes
- Saint-Germain-de-Martigny
- Saint-Germain-de-Modéon
- Saint-Germain-de-Montbron
- Saint-Germain-de-Montgommery
- Saint-Germain-de-Pasquier
- Saint-Germain-de-Prinçay
- Saint-Germain-de-Salles
- Saint-Germain-de-Tallevende-la-Lande-Vaumont
- Saint-Germain-de-Tournebut
- Saint-Germain-de-Varreville
- Saint-Germain-de-Vibrac
- Saint-Germain-de-la-Coudre
- Saint-Germain-de-la-Grange
- Saint-Germain-de-la-Rivière
- Saint-Germain-des-Angles
- Saint-Germain-des-Bois (Cher)
- Saint-Germain-des-Bois (Nièvre)
- Saint-Germain-des-Champs
- Saint-Germain-des-Essourts
- Saint-Germain-des-Fossés
- Saint-Germain-des-Grois
- Saint-Germain-des-Prés (Dordogne)
- Saint-Germain-des-Prés (Loiret)
- Saint-Germain-des-Prés (Maine-et-Loire)
- Saint-Germain-des-Prés (Tarn)
- Saint-Germain-des-Vaux
- Saint-Germain-du-Bel-Air
- Saint-Germain-du-Bois
- Saint-Germain-du-Corbéis
- Saint-Germain-du-Crioult
- Saint-Germain-du-Pert
- Saint-Germain-du-Pinel
- Saint-Germain-du-Plain
- Saint-Germain-du-Puch
- Saint-Germain-du-Puy
- Saint-Germain-du-Salembre
- Saint-Germain-du-Seudre
- Saint-Germain-du-Teil
- Saint-Germain-en-Brionnais
- Saint-Germain-en-Coglès
- Saint-Germain-en-Laye
- Saint-Germain-en-Montagne
- Saint-Germain-et-Mons
- Saint-Germain-l'Aiguiller
- Saint-Germain-l'Herm
- Saint-Germain-la-Blanche-Herbe
- Saint-Germain-la-Campagne
- Saint-Germain-la-Chambotte
- Saint-Germain-la-Montagne
- Saint-Germain-la-Poterie
- Saint-Germain-la-Ville
- Saint-Germain-le-Châtelet
- Saint-Germain-le-Fouilloux
- Saint-Germain-le-Gaillard (Eure-et-Loir)
- Saint-Germain-le-Gaillard (Manche)
- Saint-Germain-le-Guillaume
- Saint-Germain-le-Rocheux
- Saint-Germain-le-Vasson
- Saint-Germain-le-Vieux
- Saint-Germain-les-Belles
- Saint-Germain-les-Paroisses
- Saint-Germain-les-Vergnes
- Saint-Germain-lès-Arlay
- Saint-Germain-lès-Arpajon
- Saint-Germain-lès-Buxy
- Saint-Germain-lès-Corbeil
- Saint-Germain-lès-Senailly
- Saint-Germain-près-Herment
- Saint-Germain-sous-Cailly
- Saint-Germain-sous-Doue
- Saint-Germain-sur-Avre
- Saint-Germain-sur-Ay
- Saint-Germain-sur-Bresle
- Saint-Germain-sur-Eaulne
- Saint-Germain-sur-École
- Saint-Germain-sur-Ille
- Saint-Germain-sur-Meuse
- Saint-Germain-sur-Moine
- Saint-Germain-sur-Morin
- Saint-Germain-sur-Renon
- Saint-Germain-sur-Rhône
- Saint-Germain-sur-Sarthe
- Saint-Germain-sur-Sèves
- Saint-Germain-sur-Vienne
- Saint-Germain-sur-l'Arbresle
- Saint-Germainmont
- Saint-Germer-de-Fly
- Saint-Germier (Deux-Sèvres)
- Saint-Germier (Gers)
- Saint-Germier (Haute-Garonne)
- Saint-Germier (Tarn)
- Saint-Germé
- Saint-Gervais (Gard)
- Saint-Gervais (Gironde)
- Saint-Gervais (Isère)
- Saint-Gervais (Val-d'Oise)
- Saint-Gervais (Wandea)
- Saint-Gervais-d'Auvergne
- Saint-Gervais-de-Vic
- Saint-Gervais-des-Sablons
- Saint-Gervais-du-Perron
- Saint-Gervais-en-Belin
- Saint-Gervais-en-Vallière
- Saint-Gervais-la-Forêt
- Saint-Gervais-les-Bains
- Saint-Gervais-les-Trois-Clocher
- Saint-Gervais-sous-Meymont
- Saint-Gervais-sur-Couches
- Saint-Gervais-sur-Mare
- Saint-Gervais-sur-Roubion
- Saint-Gervasy
- Saint-Gervazy
- Saint-Geyrac
- Saint-Gibrien
- Saint-Gildas
- Saint-Gildas-de-Rhuys
- Saint-Gildas-des-Bois
- Saint-Gilles (Gard)
- Saint-Gilles (Ille-et-Vilaine)
- Saint-Gilles (Indre)
- Saint-Gilles (Manche)
- Saint-Gilles (Marne)
- Saint-Gilles (Saône-et-Loire)
- Saint-Gilles-Croix-de-Vie
- Saint-Gilles-Pligeaux
- Saint-Gilles-Vieux-Marché
- Saint-Gilles-de-Crétot
- Saint-Gilles-de-la-Neuville
- Saint-Gilles-des-Marais
- Saint-Gilles-du-Mené
- Saint-Gilles-les-Bois
- Saint-Gilles-les-Forêts
- Saint-Gineis-en-Coiron
- Saint-Gingolph
- Saint-Girod
- Saint-Girons (Ariège)
- Saint-Girons (Pyrénées-Atlantiques)
- Saint-Girons-d'Aiguevives
- Saint-Gladie-Arrive-Munein
- Saint-Glen
- Saint-Goazec
- Saint-Gobain
- Saint-Gobert
- Saint-Goin
- Saint-Gondon
- Saint-Gondran
- Saint-Gonlay
- Saint-Gonnery
- Saint-Gor
- Saint-Gorgon (Morbihan)
- Saint-Gorgon (Vosges)
- Saint-Gorgon-Main
- Saint-Gourgon
- Saint-Gourson
- Saint-Goussaud
- Saint-Gouéno
- Saint-Gratien (Somme)
- Saint-Gratien (Val-d'Oise)
- Saint-Gratien-Savigny
- Saint-Gravé
- Saint-Griède
- Saint-Groux
- Saint-Grégoire (Ille-et-Vilaine)
- Saint-Grégoire (Tarn)
- Saint-Grégoire-d'Ardennes
- Saint-Grégoire-du-Vièvre
- Saint-Guen
- Saint-Guilhem-le-Désert
- Saint-Guillaume
- Saint-Guinoux
- Saint-Guiraud
- Saint-Guyomard
- Saint-Gély-du-Fesc
- Saint-Génard
- Saint-Génis-des-Fontaines
- Saint-Généroux
- Saint-Gérand
- Saint-Gérand-de-Vaux
- Saint-Gérand-le-Puy
- Saint-Géraud
- Saint-Géraud-de-Corps
- Saint-Géron
- Saint-Gérons
- Saint-Géry (Dordogne)
- Saint-Géry (Lot)
- Saint-Géréon
- Saint-Haon
- Saint-Haon-le-Châtel
- Saint-Haon-le-Vieux
- Saint-Hellier
- Saint-Herblain
- Saint-Herblon
- Saint-Hernin
- Saint-Hervé
- Saint-Hilaire (Allier)
- Saint-Hilaire (Aude)
- Saint-Hilaire (Doubs)
- Saint-Hilaire (Essonne)
- Saint-Hilaire (Haute-Garonne)
- Saint-Hilaire (Haute-Loire)
- Saint-Hilaire (Isère)
- Saint-Hilaire (Lot)
- Saint-Hilaire (Puy-de-Dôme)
- Saint-Hilaire-Bonneval
- Saint-Hilaire-Cottes
- Saint-Hilaire-Cusson-la-Valmitte
- Saint-Hilaire-Foissac
- Saint-Hilaire-Fontaine
- Saint-Hilaire-Luc
- Saint-Hilaire-Petitville
- Saint-Hilaire-Peyroux
- Saint-Hilaire-St-Mesmin
- Saint-Hilaire-Taurieux
- Saint-Hilaire-au-Temple
- Saint-Hilaire-d'Estissac
- Saint-Hilaire-d'Ozilhan
- Saint-Hilaire-de-Beauvoir
- Saint-Hilaire-de-Brens
- Saint-Hilaire-de-Brethmas
- Saint-Hilaire-de-Briouze
- Saint-Hilaire-de-Chaléons
- Saint-Hilaire-de-Clisson
- Saint-Hilaire-de-Court
- Saint-Hilaire-de-Gondilly
- Saint-Hilaire-de-Lavit
- Saint-Hilaire-de-Loulay
- Saint-Hilaire-de-Lusignan
- Saint-Hilaire-de-Riez
- Saint-Hilaire-de-Villefranche
- Saint-Hilaire-de-Voust
- Saint-Hilaire-de-la-Côte
- Saint-Hilaire-de-la-Noaille
- Saint-Hilaire-des-Landes
- Saint-Hilaire-des-Loges
- Saint-Hilaire-du-Bois (Charente-Maritime)
- Saint-Hilaire-du-Bois (Gironde)
- Saint-Hilaire-du-Harcouët
- Saint-Hilaire-du-Maine
- Saint-Hilaire-du-Rosier
- Saint-Hilaire-en-Lignières
- Saint-Hilaire-en-Morvan
- Saint-Hilaire-en-Woëvre
- Saint-Hilaire-la-Croix
- Saint-Hilaire-la-Forêt
- Saint-Hilaire-la-Gravelle
- Saint-Hilaire-la-Gérard
- Saint-Hilaire-la-Palud
- Saint-Hilaire-la-Plaine
- Saint-Hilaire-la-Treille
- Saint-Hilaire-le-Château
- Saint-Hilaire-le-Châtel
- Saint-Hilaire-le-Grand
- Saint-Hilaire-le-Lierru
- Saint-Hilaire-le-Petit
- Saint-Hilaire-le-Vouhis
- Saint-Hilaire-les-Andrésis
- Saint-Hilaire-les-Courbes
- Saint-Hilaire-les-Monges
- Saint-Hilaire-les-Places
- Saint-Hilaire-lez-Cambrai
- Saint-Hilaire-sous-Charlieu
- Saint-Hilaire-sous-Romilly
- Saint-Hilaire-sur-Benaize
- Saint-Hilaire-sur-Erre
- Saint-Hilaire-sur-Helpe
- Saint-Hilaire-sur-Puiseaux
- Saint-Hilaire-sur-Risle
- Saint-Hilaire-sur-Yerre
- Saint-Hilarion
- Saint-Hilliers
- Saint-Hippolyte (Aveyron)
- Saint-Hippolyte (Cantal)
- Saint-Hippolyte (Charente-Maritime)
- Saint-Hippolyte (Doubs)
- Saint-Hippolyte (Gironde)
- Saint-Hippolyte (Haut-Rhin)
- Saint-Hippolyte (Indre-et-Loire)
- Saint-Hippolyte (Pyrénées-Orientales)
- Saint-Hippolyte-de-Caton
- Saint-Hippolyte-de-Montaigu
- Saint-Hippolyte-du-Fort
- Saint-Hippolyte-le-Graveyron
- Saint-Honoré (Isère)
- Saint-Honoré (Seine-Maritime)
- Saint-Honoré-les-Bains
- Saint-Hostien
- Saint-Hubert
- Saint-Huruge
- Saint-Hymer
- Saint-Hymetière
- Saint-Héand
- Saint-Hélen
- Saint-Hélier
- Saint-Hérent
- Saint-Igeaux
- Saint-Igest
- Saint-Ignan
- Saint-Ignat
- Saint-Igny-de-Roche
- Saint-Igny-de-Vers
- Saint-Illide
- Saint-Illiers-la-Ville
- Saint-Illiers-le-Bois
- Saint-Ilpize
- Saint-Imoges
- Saint-Inglevert
- Saint-Ismier
- Saint-Izaire
- Saint-Jacques
- Saint-Jacques-d'Aliermont
- Saint-Jacques-d'Ambur
- Saint-Jacques-d'Atticieux
- Saint-Jacques-de-Néhou
- Saint-Jacques-de-Thouars
- Saint-Jacques-de-la-Lande
- Saint-Jacques-des-Arrêts
- Saint-Jacques-des-Blats
- Saint-Jacques-des-Guérets
- Saint-Jacques-en-Valgodemard
- Saint-Jacques-sur-Darnétal
- Saint-Jacut-de-la-Mer
- Saint-Jacut-du-Mené
- Saint-Jacut-les-Pins
- Saint-Jal
- Saint-James
- Saint-Jammes
- Saint-Jans-Cappel
- Saint-Jean
- Saint-Jean-Bonnefonds
- Saint-Jean-Brévelay
- Saint-Jean-Cap-Ferrat
- Saint-Jean-Chambre
- Saint-Jean-Delnous
- Saint-Jean-Froidmentel
- Saint-Jean-Kerdaniel
- Saint-Jean-Kourtzerode
- Saint-Jean-Lachalm
- Saint-Jean-Lagineste
- Saint-Jean-Lasseille
- Saint-Jean-Lespinasse
- Saint-Jean-Lherm
- Saint-Jean-Ligoure
- Saint-Jean-Mirabel
- Saint-Jean-Pied-de-Port
- Saint-Jean-Pierre-Fixte
- Saint-Jean-Pla-de-Corts
- Saint-Jean-Poudge
- Saint-Jean-Poutge
- Saint-Jean-Rohrbach
- Saint-Jean-Roure
- Saint-Jean-Saverne
- Saint-Jean-Soleymieux
- Saint-Jean-St-Germain
- Saint-Jean-St-Gervais
- Saint-Jean-St-Maurice-sur-Loir
- Saint-Jean-St-Nicolas
- Saint-Jean-Trolimon
- Saint-Jean-aux-Amognes
- Saint-Jean-aux-Bois (Ardennes)
- Saint-Jean-aux-Bois (Oise)
- Saint-Jean-d'Aigues-Vives
- Saint-Jean-d'Alcapiès
- Saint-Jean-d'Angle
- Saint-Jean-d'Angély
- Saint-Jean-d'Ardières
- Saint-Jean-d'Arves
- Saint-Jean-d'Arvey
- Saint-Jean-d'Assé
- Saint-Jean-d'Ataux
- Saint-Jean-d'Aubrigoux
- Saint-Jean-d'Aulps
- Saint-Jean-d'Avelanne
- Saint-Jean-d'Estissac
- Saint-Jean-d'Etreux
- Saint-Jean-d'Eyraud
- Saint-Jean-d'Heurs
- Saint-Jean-d'Hérans
- Saint-Jean-d'Illac
- Saint-Jean-d'Ormont
- Saint-Jean-de-Barrou
- Saint-Jean-de-Bassel
- Saint-Jean-de-Beauregard
- Saint-Jean-de-Belleville
- Saint-Jean-de-Beugné
- Saint-Jean-de-Blaignac
- Saint-Jean-de-Boeuf
- Saint-Jean-de-Boiseau
- Saint-Jean-de-Bonneval
- Saint-Jean-de-Bournay
- Saint-Jean-de-Braye
- Saint-Jean-de-Buèges
- Saint-Jean-de-Ceyrargues
- Saint-Jean-de-Chevelu
- Saint-Jean-de-Cornies
- Saint-Jean-de-Couz
- Saint-Jean-de-Crieulon
- Saint-Jean-de-Cuculles
- Saint-Jean-de-Côle
- Saint-Jean-de-Daye
- Saint-Jean-de-Duras
- Saint-Jean-de-Folleville
- Saint-Jean-de-Fos
- Saint-Jean-de-Gonville
- Saint-Jean-de-Laur
- Saint-Jean-de-Lier
- Saint-Jean-de-Linières
- Saint-Jean-de-Liversay
- Saint-Jean-de-Livet
- Saint-Jean-de-Losne
- Saint-Jean-de-Luz
- Saint-Jean-de-Marcel
- Saint-Jean-de-Marsacq
- Saint-Jean-de-Maruéjols-et-Avéjan
- Saint-Jean-de-Maurienne
- Saint-Jean-de-Minervois
- Saint-Jean-de-Moirans
- Saint-Jean-de-Monts
- Saint-Jean-de-Muzols
- Saint-Jean-de-Nay
- Saint-Jean-de-Niost
- Saint-Jean-de-Paracol
- Saint-Jean-de-Rebervilliers
- Saint-Jean-de-Rives
- Saint-Jean-de-Sauves
- Saint-Jean-de-Savigny
- Saint-Jean-de-Serres
- Saint-Jean-de-Sixt
- Saint-Jean-de-Soudain
- Saint-Jean-de-Tholome
- Saint-Jean-de-Thouars
- Saint-Jean-de-Thurac
- Saint-Jean-de-Thurigneux
- Saint-Jean-de-Touslas
- Saint-Jean-de-Trézy
- Saint-Jean-de-Vals
- Saint-Jean-de-Valériscle
- Saint-Jean-de-Vaulx
- Saint-Jean-de-Vaux
- Saint-Jean-de-Verges
- Saint-Jean-de-Védas
- Saint-Jean-de-la-Blaquière
- Saint-Jean-de-la-Croix
- Saint-Jean-de-la-Forêt
- Saint-Jean-de-la-Haize
- Saint-Jean-de-la-Léqueraye
- Saint-Jean-de-la-Motte
- Saint-Jean-de-la-Neuville
- Saint-Jean-de-la-Porte
- Saint-Jean-de-la-Rivière
- Saint-Jean-de-la-Ruelle
- Saint-Jean-des-Baisants
- Saint-Jean-des-Bois
- Saint-Jean-des-Champs
- Saint-Jean-des-Essartiers
- Saint-Jean-des-Mauvrets
- Saint-Jean-des-Ollières
- Saint-Jean-des-Vignes
- Saint-Jean-des-Échelles
- Saint-Jean-devant-Possesse
- Saint-Jean-du-Bois
- Saint-Jean-du-Bouzet
- Saint-Jean-du-Bruel
- Saint-Jean-du-Cardonnay
- Saint-Jean-du-Castillonnais
- Saint-Jean-du-Corail
- Saint-Jean-du-Corail-des-Bois
- Saint-Jean-du-Doigt
- Saint-Jean-du-Falga
- Saint-Jean-du-Gard
- Saint-Jean-du-Pin
- Saint-Jean-du-Thenney
- Saint-Jean-en-Royans
- Saint-Jean-en-Val
- Saint-Jean-et-St-Paul
- Saint-Jean-la-Bussière
- Saint-Jean-la-Fouillouse
- Saint-Jean-la-Poterie
- Saint-Jean-la-Vêtre
- Saint-Jean-le-Blanc (Calvados)
- Saint-Jean-le-Blanc (Loiret)
- Saint-Jean-le-Centenier
- Saint-Jean-le-Comtal
- Saint-Jean-le-Thomas
- Saint-Jean-le-Vieux (Ain)
- Saint-Jean-le-Vieux (Isère)
- Saint-Jean-le-Vieux (Pyrénées-Atlantiques)
- Saint-Jean-les-Deux-Jumeaux
- Saint-Jean-lès-Buzy
- Saint-Jean-lès-Longuyon
- Saint-Jean-sur-Couesnon
- Saint-Jean-sur-Erve
- Saint-Jean-sur-Mayenne
- Saint-Jean-sur-Moivre
- Saint-Jean-sur-Reyssouze
- Saint-Jean-sur-Tourbe
- Saint-Jean-sur-Veyle
- Saint-Jean-sur-Vilaine
- Saint-Jeannet (Alpes-Maritimes)
- Saint-Jeannet (Alpes-de-Haute-Provence)
- Saint-Jeanvrin
- Saint-Jeoire
- Saint-Jeoire-Prieuré
- Saint-Jeure-d'Andaure
- Saint-Jeure-d'Ay
- Saint-Jeures
- Saint-Joachim
- Saint-Jodard
- Saint-Joire
- Saint-Jores
- Saint-Jorioz
- Saint-Jory
- Saint-Jory-de-Chalais
- Saint-Jory-las-Bloux
- Saint-Joseph (Loire)
- Saint-Joseph (Manche)
- Saint-Joseph-de-Rivière
- Saint-Joseph-des-Bancs
- Saint-Josse
- Saint-Jouan-de-l'Isle
- Saint-Jouan-des-Guérets
- Saint-Jouin
- Saint-Jouin-Bruneval
- Saint-Jouin-de-Blavou
- Saint-Jouin-de-Marnes
- Saint-Jouin-de-Milly
- Saint-Jouvent
- Saint-Juan
- Saint-Judoce
- Saint-Juire-Champgillon
- Saint-Julia
- Saint-Julia-de-Bec
- Saint-Julien (Côte-d'Or)
- Saint-Julien (Côtes-d'Armor)
- Saint-Julien (Haute-Garonne)
- Saint-Julien (Hérault)
- Saint-Julien (Jura)
- Saint-Julien (Rodan)
- Saint-Julien (Var)
- Saint-Julien (Vosges)
- Saint-Julien-Beychevelle
- Saint-Julien-Boutières
- Saint-Julien-Chapteuil
- Saint-Julien-Gaulène
- Saint-Julien-Labrousse
- Saint-Julien-Maumont
- Saint-Julien-Molhesabate
- Saint-Julien-Molin-Molette
- Saint-Julien-Mont-Denis
- Saint-Julien-Puy-Lavèze
- Saint-Julien-Vocance
- Saint-Julien-aux-Bois
- Saint-Julien-d'Ance
- Saint-Julien-d'Armagnac
- Saint-Julien-d'Arpaon
- Saint-Julien-d'Asse
- Saint-Julien-d'Eymet
- Saint-Julien-d'Oddes
- Saint-Julien-de-Bourdeilles
- Saint-Julien-de-Briola
- Saint-Julien-de-Cassagnas
- Saint-Julien-de-Civry
- Saint-Julien-de-Concelles
- Saint-Julien-de-Coppel
- Saint-Julien-de-Crempse
- Saint-Julien-de-Gras-Capou
- Saint-Julien-de-Jonzy
- Saint-Julien-de-Lampon
- Saint-Julien-de-Mailloc
- Saint-Julien-de-Peyrolas
- Saint-Julien-de-Raz
- Saint-Julien-de-Toursac
- Saint-Julien-de-Vouvantes
- Saint-Julien-de-l'Escap
- Saint-Julien-de-l'Herms
- Saint-Julien-de-la-Liègue
- Saint-Julien-de-la-Nef
- Saint-Julien-des-Chazes
- Saint-Julien-des-Landes
- Saint-Julien-des-Points
- Saint-Julien-du-Gua
- Saint-Julien-du-Pinet
- Saint-Julien-du-Puy
- Saint-Julien-du-Sault
- Saint-Julien-du-Serre
- Saint-Julien-du-Terroux
- Saint-Julien-du-Tournel
- Saint-Julien-du-Verdon
- Saint-Julien-en-Beauchêne
- Saint-Julien-en-Born
- Saint-Julien-en-Champsaur
- Saint-Julien-en-Genevois
- Saint-Julien-en-Quint
- Saint-Julien-en-St-Alban
- Saint-Julien-en-Vercors
- Saint-Julien-l'Ars
- Saint-Julien-la-Geneste
- Saint-Julien-la-Genête
- Saint-Julien-la-Vêtre
- Saint-Julien-le-Châtel
- Saint-Julien-le-Petit
- Saint-Julien-le-Pèlerin
- Saint-Julien-le-Roux
- Saint-Julien-le-Vendômois
- Saint-Julien-les-Rosiers
- Saint-Julien-les-Villas
- Saint-Julien-lès-Gorze
- Saint-Julien-lès-Metz
- Saint-Julien-lès-Montbéliard
- Saint-Julien-lès-Russey
- Saint-Julien-près-Bort
- Saint-Julien-sous-les-Côtes
- Saint-Julien-sur-Bibost
- Saint-Julien-sur-Calonne
- Saint-Julien-sur-Cher
- Saint-Julien-sur-Dheune
- Saint-Julien-sur-Reyssouze
- Saint-Julien-sur-Sarthe
- Saint-Julien-sur-Veyle
- Saint-Junien
- Saint-Junien-la-Bregère
- Saint-Junien-les-Combes
- Saint-Jure
- Saint-Jurs
- Saint-Just (Ain)
- Saint-Just (Ardèche)
- Saint-Just (Cher)
- Saint-Just (Dordogne)
- Saint-Just (Eure)
- Saint-Just (Hérault)
- Saint-Just (Ille-et-Vilaine)
- Saint-Just (Owernia)
- Saint-Just (Puy-de-Dôme)
- Saint-Just-Chaleyssin
- Saint-Just-Ibarre
- Saint-Just-Luzac
- Saint-Just-Malmont
- Saint-Just-Sauvage
- Saint-Just-St-Rambert
- Saint-Just-d'Avray
- Saint-Just-de-Claix
- Saint-Just-en-Bas
- Saint-Just-en-Brie
- Saint-Just-en-Chaussée
- Saint-Just-en-Chevalet
- Saint-Just-et-Vacquières
- Saint-Just-et-le-Bézu
- Saint-Just-la-Pendue
- Saint-Just-le-Martel
- Saint-Just-près-Brioude
- Saint-Just-sur-Dive
- Saint-Just-sur-Viaur
- Saint-Justin (Gers)
- Saint-Justin (Landes)
- Saint-Juvat
- Saint-Juvin
- Saint-Juéry (Aveyron)
- Saint-Juéry (Lozère)
- Saint-Juéry (Tarn)
- Saint-Lager
- Saint-Lager-Bressac
- Saint-Lamain
- Saint-Lambert (Calvados)
- Saint-Lambert (Yvelines)
- Saint-Lambert-du-Lattay
- Saint-Lambert-et-Mont-de-Jeux
- Saint-Lambert-la-Potherie
- Saint-Lambert-sur-Dive
- Saint-Langis-lès-Mortagne
- Saint-Lanne
- Saint-Laon
- Saint-Lary (Ariège)
- Saint-Lary (Gers)
- Saint-Lary-Boujean
- Saint-Lary-Soulan
- Saint-Lattier
- Saint-Launeuc
- Saint-Laure
- Saint-Laurent (Ardennes)
- Saint-Laurent (Cher)
- Saint-Laurent (Creuse)
- Saint-Laurent (Haute-Garonne)
- Saint-Laurent (Haute-Savoie)
- Saint-Laurent (Lot-et-Garonne)
- Saint-Laurent (Nièvre)
- Saint-Laurent-Blangy
- Saint-Laurent-Bretagne
- Saint-Laurent-Chabreuges
- Saint-Laurent-Lolmie
- Saint-Laurent-Médoc
- Saint-Laurent-Nouan
- Saint-Laurent-Rochefort
- Saint-Laurent-d'Agny
- Saint-Laurent-d'Aigouze
- Saint-Laurent-d'Andenay
- Saint-Laurent-d'Arce
- Saint-Laurent-d'Oingt
- Saint-Laurent-d'Olt
- Saint-Laurent-d'Onay
- Saint-Laurent-de-Belzagot
- Saint-Laurent-de-Brèvedent
- Saint-Laurent-de-Carnols
- Saint-Laurent-de-Cerdans
- Saint-Laurent-de-Chamousset
- Saint-Laurent-de-Cognac
- Saint-Laurent-de-Cuves
- Saint-Laurent-de-Céris
- Saint-Laurent-de-Gosse
- Saint-Laurent-de-Jourdes
- Saint-Laurent-de-Lin
- Saint-Laurent-de-Lévézou
- Saint-Laurent-de-Mure
- Saint-Laurent-de-Muret
- Saint-Laurent-de-Neste
- Saint-Laurent-de-Terregatte
- Saint-Laurent-de-Trèves
- Saint-Laurent-de-Vaux
- Saint-Laurent-de-Veyrès
- Saint-Laurent-de-la-Barrière
- Saint-Laurent-de-la-Cabrerisse
- Saint-Laurent-de-la-Plaine
- Saint-Laurent-de-la-Prée
- Saint-Laurent-de-la-Salanque
- Saint-Laurent-de-la-Salle
- Saint-Laurent-des-Arbres
- Saint-Laurent-des-Autels
- Saint-Laurent-des-Bois (Eure)
- Saint-Laurent-des-Bois (Loir-et-Cher)
- Saint-Laurent-des-Bâtons
- Saint-Laurent-des-Combes (Charente)
- Saint-Laurent-des-Combes (Gironde)
- Saint-Laurent-des-Hommes
- Saint-Laurent-des-Mortiers
- Saint-Laurent-des-Vignes
- Saint-Laurent-du-Bois
- Saint-Laurent-du-Cros
- Saint-Laurent-du-Mont
- Saint-Laurent-du-Mottay
- Saint-Laurent-du-Pape
- Saint-Laurent-du-Plan
- Saint-Laurent-du-Pont
- Saint-Laurent-du-Tencement
- Saint-Laurent-du-Var
- Saint-Laurent-du-Verdon
- Saint-Laurent-en-Beaumont
- Saint-Laurent-en-Brionnais
- Saint-Laurent-en-Caux
- Saint-Laurent-en-Grandvaux
- Saint-Laurent-en-Gâtines
- Saint-Laurent-en-Royans
- Saint-Laurent-la-Conche
- Saint-Laurent-la-Gâtine
- Saint-Laurent-la-Roche
- Saint-Laurent-la-Vallée
- Saint-Laurent-la-Vernède
- Saint-Laurent-le-Minier
- Saint-Laurent-les-Bains
- Saint-Laurent-les-Eglises
- Saint-Laurent-les-Tours
- Saint-Laurent-sous-Coiron
- Saint-Laurent-sur-Gorre
- Saint-Laurent-sur-Manoire
- Saint-Laurent-sur-Mer
- Saint-Laurent-sur-Othain
- Saint-Laurent-sur-Oust
- Saint-Laurent-sur-Saône
- Saint-Laurent-sur-Sèvre
- Saint-Laurs
- Saint-Leu-d'Esserent
- Saint-Lieux-Lafenasse
- Saint-Lieux-lès-Lavaur
- Saint-Lin
- Saint-Lions
- Saint-Lizier
- Saint-Lizier-du-Planté
- Saint-Lon-les-Mines
- Saint-Longis
- Saint-Lormel
- Saint-Lothain
- Saint-Loube
- Saint-Loubert
- Saint-Loubouer
- Saint-Loubès
- Saint-Louet-sur-Seulles
- Saint-Louet-sur-Vire
- Saint-Louis (Haut-Rhin)
- Saint-Louis (Moselle)
- Saint-Louis-de-Montferrand
- Saint-Louis-en-l'Isle
- Saint-Louis-et-Parahou
- Saint-Louis-lès-Bitche
- Saint-Loup (Allier)
- Saint-Loup (Charente-Maritime)
- Saint-Loup (Creuse)
- Saint-Loup (Jura)
- Saint-Loup (Loir-et-Cher)
- Saint-Loup (Manche)
- Saint-Loup (Marne)
- Saint-Loup (Nièvre)
- Saint-Loup (Rodan)
- Saint-Loup (Tarn-et-Garonne)
- Saint-Loup-Cammas
- Saint-Loup-Champagne
- Saint-Loup-Hors
- Saint-Loup-Lamairé
- Saint-Loup-Nantouard
- Saint-Loup-Terrier
- Saint-Loup-d'Ordon
- Saint-Loup-de-Buffigny
- Saint-Loup-de-Fribois
- Saint-Loup-de-Gonois
- Saint-Loup-de-Naud
- Saint-Loup-de-Varennes
- Saint-Loup-de-la-Salle
- Saint-Loup-des-Chaumes
- Saint-Loup-des-Vignes
- Saint-Loup-du-Dorat
- Saint-Loup-du-Gast
- Saint-Loup-en-Comminges
- Saint-Loup-sur-Aujon
- Saint-Loup-sur-Semouse
- Saint-Loyer-des-Champs
- Saint-Lubin-de-Cravant
- Saint-Lubin-de-la-Haye
- Saint-Lubin-des-Joncherets
- Saint-Lubin-en-Vergonnois
- Saint-Luc
- Saint-Lucien
- Saint-Lumier-en-Champagne
- Saint-Lumier-la-Populeuse
- Saint-Lumine-de-Clisson
- Saint-Lumine-de-Coutais
- Saint-Lunaire
- Saint-Luperce
- Saint-Lupicin
- Saint-Lupien
- Saint-Lyphard
- Saint-Lys
- Saint-Lyé
- Saint-Lyé-la-Forêt
- Saint-Léger (Alpes-Maritimes)
- Saint-Léger (Charente)
- Saint-Léger (Charente-Maritime)
- Saint-Léger (Lot-et-Garonne)
- Saint-Léger (Mayenne)
- Saint-Léger (Pas-de-Calais)
- Saint-Léger (Savoie)
- Saint-Léger (Seine-et-Marne)
- Saint-Léger-Bridereix
- Saint-Léger-Dubosq
- Saint-Léger-Magnazeix
- Saint-Léger-Triey
- Saint-Léger-Vauban
- Saint-Léger-aux-Bois (Oise)
- Saint-Léger-aux-Bois (Seine-Maritime)
- Saint-Léger-de-Balson
- Saint-Léger-de-Fougeret
- Saint-Léger-de-Montbrillais
- Saint-Léger-de-Montbrun
- Saint-Léger-de-Peyre
- Saint-Léger-de-Rôtes
- Saint-Léger-de-la-Martinière
- Saint-Léger-des-Aubées
- Saint-Léger-des-Bois
- Saint-Léger-des-Prés
- Saint-Léger-des-Vignes
- Saint-Léger-du-Bois
- Saint-Léger-du-Bourg-Denis
- Saint-Léger-du-Gennetey
- Saint-Léger-du-Malzieu
- Saint-Léger-du-Ventoux
- Saint-Léger-en-Bray
- Saint-Léger-en-Yvelines
- Saint-Léger-la-Montagne
- Saint-Léger-le-Guérétois
- Saint-Léger-le-Petit
- Saint-Léger-les-Mélèzes
- Saint-Léger-les-Vignes
- Saint-Léger-lès-Authie
- Saint-Léger-lès-Domart
- Saint-Léger-lès-Paray
- Saint-Léger-près-Troyes
- Saint-Léger-sous-Beuvray
- Saint-Léger-sous-Brienne
- Saint-Léger-sous-Cholet
- Saint-Léger-sous-Margerie
- Saint-Léger-sous-la-Bussière
- Saint-Léger-sur-Bresle
- Saint-Léger-sur-Dheune
- Saint-Léger-sur-Roanne
- Saint-Léger-sur-Sarthe
- Saint-Léger-sur-Vouzance
- Saint-Léomer
- Saint-Léon (Allier)
- Saint-Léon (Gironde)
- Saint-Léon (Haute-Garonne)
- Saint-Léon (Lot-et-Garonne)
- Saint-Léon-d'Issigeac
- Saint-Léon-sur-Vézère
- Saint-Léon-sur-l'Isle
- Saint-Léonard (Gers)
- Saint-Léonard (Marne)
- Saint-Léonard (Pas-de-Calais)
- Saint-Léonard (Seine-Maritime)
- Saint-Léonard (Vosges)
- Saint-Léonard-de-Noblat
- Saint-Léonard-des-Bois
- Saint-Léonard-des-Parcs
- Saint-Léonard-en-Beauce
- Saint-Léons
- Saint-Léopardin-d'Augy
- Saint-Léry
- Saint-Lézer
- Saint-Lézin
- Saint-Lô
- Saint-Lô-d'Ourville
- Saint-M'Hervon
- Saint-M'Hervé
- Saint-Macaire
- Saint-Macaire-du-Bois
- Saint-Macaire-en-Mauges
- Saint-Maclou
- Saint-Maclou-de-Folleville
- Saint-Maclou-la-Brière
- Saint-Macoux
- Saint-Maden
- Saint-Magne
- Saint-Magne-de-Castillon
- Saint-Maigner
- Saint-Maigrin
- Saint-Maime
- Saint-Maime-de-Péreyrol
- Saint-Maixant (Creuse)
- Saint-Maixant (Gironde)
- Saint-Maixent
- Saint-Maixent-de-Beugné
- Saint-Maixent-l'Ecole
- Saint-Maixme-Hauterive
- Saint-Malo
- Saint-Malo-de-Beignon
- Saint-Malo-de-Guersac
- Saint-Malo-de-Phily
- Saint-Malo-de-la-Lande
- Saint-Malo-des-Trois-Fontaines
- Saint-Malo-en-Donziois
- Saint-Malon-sur-Mel
- Saint-Malô-du-Bois
- Saint-Mamert
- Saint-Mamert-du-Gard
- Saint-Mamet
- Saint-Mamet-la-Salvetat
- Saint-Mammès
- Saint-Mandrier-sur-Mer
- Saint-Mandé
- Saint-Mandé-sur-Brédoire
- Saint-Manvieu-Bocage
- Saint-Manvieu-Norrey
- Saint-Marc
- Saint-Marc-Jaumegarde
- Saint-Marc-du-Cor
- Saint-Marc-la-Lande
- Saint-Marc-le-Blanc
- Saint-Marc-sur-Couesnon
- Saint-Marc-sur-Seine
- Saint-Marc-à-Frongier
- Saint-Marc-à-Loubaud
- Saint-Marcan
- Saint-Marceau (Ardennes)
- Saint-Marceau (Sarthe)
- Saint-Marcel (Ain)
- Saint-Marcel (Ardennes)
- Saint-Marcel (Francja)
- Saint-Marcel (Haute-Saône)
- Saint-Marcel (Meurthe-et-Moselle)
- Saint-Marcel (Morbihan)
- Saint-Marcel (Savoie)
- Saint-Marcel (Saône-et-Loire)
- Saint-Marcel-Bel-Accueil
- Saint-Marcel-Campes
- Saint-Marcel-Paulel
- Saint-Marcel-d'Ardèche
- Saint-Marcel-d'Urfé
- Saint-Marcel-de-Careiret
- Saint-Marcel-de-Félines
- Saint-Marcel-du-Périgord
- Saint-Marcel-en-Marcillat
- Saint-Marcel-en-Murat
- Saint-Marcel-l'Eclairé
- Saint-Marcel-lès-Annonay
- Saint-Marcel-lès-Sauzet
- Saint-Marcel-lès-Valence
- Saint-Marcel-sur-Aude
- Saint-Marcelin-de-Cray
- Saint-Marcellin
- Saint-Marcellin-en-Forez
- Saint-Marcellin-lès-Vaison
- Saint-Marcet
- Saint-Marcory
- Saint-Marcouf (Calvados)
- Saint-Marcouf (Manche)
- Saint-Mard (Aisne)
- Saint-Mard (Charente-Maritime)
- Saint-Mard (Meurthe-et-Moselle)
- Saint-Mard (Seine-et-Marne)
- Saint-Mard (Somme)
- Saint-Mard-de-Réno
- Saint-Mard-de-Vaux
- Saint-Mard-lès-Rouffy
- Saint-Mard-sur-Auve
- Saint-Mard-sur-le-Mont
- Saint-Mards
- Saint-Mards-de-Blacarville
- Saint-Mards-de-Fresne
- Saint-Mards-en-Othe
- Saint-Marien
- Saint-Mariens
- Saint-Mars-Vieux-Maisons
- Saint-Mars-d'Egrenne
- Saint-Mars-d'Outillé
- Saint-Mars-de-Coutais
- Saint-Mars-de-Locquenay
- Saint-Mars-du-Désert (Loire-Atlantique)
- Saint-Mars-du-Désert (Mayenne)
- Saint-Mars-la-Brière
- Saint-Mars-la-Jaille
- Saint-Mars-la-Réorthe
- Saint-Mars-sous-Ballon
- Saint-Mars-sur-Colmont
- Saint-Mars-sur-la-Futaie
- Saint-Marsal
- Saint-Martial (Ardèche)
- Saint-Martial (Cantal)
- Saint-Martial (Charente)
- Saint-Martial (Charente-Maritime)
- Saint-Martial (Gard)
- Saint-Martial (Gironde)
- Saint-Martial-Entraygues
- Saint-Martial-Viveyrol
- Saint-Martial-d'Albarède
- Saint-Martial-d'Artenset
- Saint-Martial-de-Gimel
- Saint-Martial-de-Mirambeau
- Saint-Martial-de-Nabirat
- Saint-Martial-de-Valette
- Saint-Martial-de-Vitaterne
- Saint-Martial-le-Mont
- Saint-Martial-le-Vieux
- Saint-Martial-sur-Isop
- Saint-Martial-sur-Né
- Saint-Martin (Bas-Rhin)
- Saint-Martin (Gers)
- Saint-Martin (Hautes-Pyrénées)
- Saint-Martin (Meurthe-et-Moselle)
- Saint-Martin (Morbihan)
- Saint-Martin (Pyrénées-Orientales)
- Saint-Martin (Var)
- Saint-Martin-Belle-Roche
- Saint-Martin-Bellevue
- Saint-Martin-Boulogne
- Saint-Martin-Cantalès
- Saint-Martin-Choquel
- Saint-Martin-Château
- Saint-Martin-Curton
- Saint-Martin-Don
- Saint-Martin-Gimois
- Saint-Martin-Labouval
- Saint-Martin-Lacaussade
- Saint-Martin-Laguépie
- Saint-Martin-Lalande
- Saint-Martin-Lars-en-Ste-Hermine
- Saint-Martin-Lestra
- Saint-Martin-Longueau
- Saint-Martin-Lys
- Saint-Martin-Osmonville
- Saint-Martin-Petit
- Saint-Martin-Rivière
- Saint-Martin-Sepert
- Saint-Martin-St-Firmin
- Saint-Martin-Ste-Catherine
- Saint-Martin-Terressus
- Saint-Martin-Valmeroux
- Saint-Martin-Vésubie
- Saint-Martin-au-Bosc
- Saint-Martin-au-Laërt
- Saint-Martin-aux-Arbres
- Saint-Martin-aux-Bois
- Saint-Martin-aux-Buneaux
- Saint-Martin-aux-Champs
- Saint-Martin-aux-Chartrains
- Saint-Martin-d'Abbat
- Saint-Martin-d'Ablois
- Saint-Martin-d'Août
- Saint-Martin-d'Arberoue
- Saint-Martin-d'Arc
- Saint-Martin-d'Arcé
- Saint-Martin-d'Ardèche
- Saint-Martin-d'Armagnac
- Saint-Martin-d'Arrossa
- Saint-Martin-d'Ary
- Saint-Martin-d'Aubigny
- Saint-Martin-d'Audouville
- Saint-Martin-d'Auxigny
- Saint-Martin-d'Auxy
- Saint-Martin-d'Ecublei
- Saint-Martin-d'Entraunes
- Saint-Martin-d'Estréaux
- Saint-Martin-d'Hardinghem
- Saint-Martin-d'Heuille
- Saint-Martin-d'Hères
- Saint-Martin-d'Ollières
- Saint-Martin-d'Oney
- Saint-Martin-d'Ordon
- Saint-Martin-d'Oydes
- Saint-Martin-d'Uriage
- Saint-Martin-de-Bavel
- Saint-Martin-de-Beauville
- Saint-Martin-de-Belleville
- Saint-Martin-de-Bernegoue
- Saint-Martin-de-Bienfaite-la-Cressonnière
- Saint-Martin-de-Blagny
- Saint-Martin-de-Bonfossé
- Saint-Martin-de-Boscherville
- Saint-Martin-de-Bossenay
- Saint-Martin-de-Boubaux
- Saint-Martin-de-Bréthencourt
- Saint-Martin-de-Brômes
- Saint-Martin-de-Caralp
- Saint-Martin-de-Castillon
- Saint-Martin-de-Cenilly
- Saint-Martin-de-Clelles
- Saint-Martin-de-Commune
- Saint-Martin-de-Connée
- Saint-Martin-de-Coux
- Saint-Martin-de-Crau
- Saint-Martin-de-Fontenay
- Saint-Martin-de-Fraigneau
- Saint-Martin-de-Fresnay
- Saint-Martin-de-Fressengeas
- Saint-Martin-de-Fugères
- Saint-Martin-de-Goyne
- Saint-Martin-de-Gurson
- Saint-Martin-de-Hinx
- Saint-Martin-de-Juillers
- Saint-Martin-de-Jussac
- Saint-Martin-de-Lamps
- Saint-Martin-de-Landelles
- Saint-Martin-de-Lansuscle
- Saint-Martin-de-Laye
- Saint-Martin-de-Lenne
- Saint-Martin-de-Lerm
- Saint-Martin-de-Lixy
- Saint-Martin-de-Londres
- Saint-Martin-de-Mailloc
- Saint-Martin-de-Mieux
- Saint-Martin-de-Mâcon
- Saint-Martin-de-Nigelles
- Saint-Martin-de-Queyrières
- Saint-Martin-de-Ribérac
- Saint-Martin-de-Ré
- Saint-Martin-de-Salencey
- Saint-Martin-de-Sallen
- Saint-Martin-de-Sanzay
- Saint-Martin-de-Seignanx
- Saint-Martin-de-Sescas
- Saint-Martin-de-St-Maixent
- Saint-Martin-de-Valamas
- Saint-Martin-de-Valgalgues
- Saint-Martin-de-Varreville
- Saint-Martin-de-Vaulserre
- Saint-Martin-de-Vers
- Saint-Martin-de-Villereglan
- Saint-Martin-de-Villeréal
- Saint-Martin-de-l'Arçon
- Saint-Martin-de-la-Brasque
- Saint-Martin-de-la-Cluze
- Saint-Martin-de-la-Lieue
- Saint-Martin-de-la-Mer
- Saint-Martin-de-la-Place
- Saint-Martin-de-la-Porte
- Saint-Martin-des-Besaces
- Saint-Martin-des-Bois
- Saint-Martin-des-Champs (Cher)
- Saint-Martin-des-Champs (Finistère)
- Saint-Martin-des-Champs (Manche)
- Saint-Martin-des-Champs (Seine-et-Marne)
- Saint-Martin-des-Champs (Yonne)
- Saint-Martin-des-Champs (Yvelines)
- Saint-Martin-des-Combes
- Saint-Martin-des-Entrées
- Saint-Martin-des-Fontaines
- Saint-Martin-des-Lais
- Saint-Martin-des-Landes
- Saint-Martin-des-Monts
- Saint-Martin-des-Noyers
- Saint-Martin-des-Olmes
- Saint-Martin-des-Plains
- Saint-Martin-des-Prés
- Saint-Martin-des-Puits
- Saint-Martin-des-Pézerits
- Saint-Martin-des-Tilleuls
- Saint-Martin-du-Bec
- Saint-Martin-du-Bois (Gironde)
- Saint-Martin-du-Bois (Maine-et-Loire)
- Saint-Martin-du-Boschet
- Saint-Martin-du-Clocher
- Saint-Martin-du-Fouilloux (Deux-Sèvres)
- Saint-Martin-du-Fouilloux (Maine-et-Loire)
- Saint-Martin-du-Frêne
- Saint-Martin-du-Lac
- Saint-Martin-du-Limet
- Saint-Martin-du-Manoir
- Saint-Martin-du-Mesnil-Oury
- Saint-Martin-du-Mont (Ain)
- Saint-Martin-du-Mont (Côte-d'Or)
- Saint-Martin-du-Mont (Saône-et-Loire)
- Saint-Martin-du-Puy (Gironde)
- Saint-Martin-du-Puy (Nièvre)
- Saint-Martin-du-Tartre
- Saint-Martin-du-Tertre (Yonne)
- Saint-Martin-du-Tilleul
- Saint-Martin-du-Var
- Saint-Martin-du-Vieux-Bellême
- Saint-Martin-du-Vivier
- Saint-Martin-en-Bière
- Saint-Martin-en-Bresse
- Saint-Martin-en-Campagne
- Saint-Martin-en-Gâtinois
- Saint-Martin-en-Haut
- Saint-Martin-en-Vercors
- Saint-Martin-l'Aiguillon
- Saint-Martin-l'Ars
- Saint-Martin-l'Astier
- Saint-Martin-l'Heureux
- Saint-Martin-l'Hortier
- Saint-Martin-la-Campagne
- Saint-Martin-la-Garenne
- Saint-Martin-la-Méanne
- Saint-Martin-la-Patrouille
- Saint-Martin-la-Plaine
- Saint-Martin-la-Sauveté
- Saint-Martin-le-Beau
- Saint-Martin-le-Bouillant
- Saint-Martin-le-Châtel
- Saint-Martin-le-Colonel
- Saint-Martin-le-Gaillard
- Saint-Martin-le-Gréard
- Saint-Martin-le-Hébert
- Saint-Martin-le-Mault
- Saint-Martin-le-Noeud
- Saint-Martin-le-Pin
- Saint-Martin-le-Redon
- Saint-Martin-le-Vieil
- Saint-Martin-le-Vieux
- Saint-Martin-le-Vinoux
- Saint-Martin-les-Eaux
- Saint-Martin-lès-Langres
- Saint-Martin-lès-Melle
- Saint-Martin-lès-Seyne
- Saint-Martin-sous-Montaigu
- Saint-Martin-sous-Vigouroux
- Saint-Martin-sur-Armançon
- Saint-Martin-sur-Cojeul
- Saint-Martin-sur-Lavezon
- Saint-Martin-sur-Nohain
- Saint-Martin-sur-Ocre (Loiret)
- Saint-Martin-sur-Ocre (Yonne)
- Saint-Martin-sur-Ouanne
- Saint-Martin-sur-la-Chambre
- Saint-Martin-sur-le-Pré
- Saint-Martin-sur-Écaillon
- Saint-Martinien
- Saint-Martory
- Saint-Mary
- Saint-Mary-le-Plain
- Saint-Masmes
- Saint-Mathieu
- Saint-Mathieu-de-Tréviers
- Saint-Mathurin
- Saint-Mathurin-sur-Loire
- Saint-Matré
- Saint-Maudan
- Saint-Maudez
- Saint-Maugan
- Saint-Maulvis
- Saint-Maur (Cher)
- Saint-Maur (Gers)
- Saint-Maur (Indre)
- Saint-Maur (Jura)
- Saint-Maur (Oise)
- Saint-Maur-des-Bois
- Saint-Maur-des-Fossés
- Saint-Maur-sur-le-Loir
- Saint-Maurice (Bas-Rhin)
- Saint-Maurice (Haute-Marne)
- Saint-Maurice (Nièvre)
- Saint-Maurice (Puy-de-Dôme)
- Saint-Maurice (Val-de-Marne)
- Saint-Maurice-Colombier
- Saint-Maurice-Crillat
- Saint-Maurice-Montcouronne
- Saint-Maurice-Navacelles
- Saint-Maurice-St-Germain
- Saint-Maurice-Thizouaille
- Saint-Maurice-aux-Forges
- Saint-Maurice-aux-Riches-Hommes
- Saint-Maurice-d'Ardèche
- Saint-Maurice-d'Etelan
- Saint-Maurice-d'Ibie
- Saint-Maurice-de-Beynost
- Saint-Maurice-de-Cazevieille
- Saint-Maurice-de-Gourdans
- Saint-Maurice-de-Lestapel
- Saint-Maurice-de-Lignon
- Saint-Maurice-de-Rotherens
- Saint-Maurice-de-Rémens
- Saint-Maurice-de-Satonnay
- Saint-Maurice-de-Tavernole
- Saint-Maurice-de-Ventalon
- Saint-Maurice-des-Champs
- Saint-Maurice-des-Lions
- Saint-Maurice-des-Noues
- Saint-Maurice-du-Désert
- Saint-Maurice-en-Chalencon
- Saint-Maurice-en-Cotentin
- Saint-Maurice-en-Gourgois
- Saint-Maurice-en-Quercy
- Saint-Maurice-en-Rivière
- Saint-Maurice-en-Trièves
- Saint-Maurice-en-Valgodemard
- Saint-Maurice-l'Exil
- Saint-Maurice-la-Clouère
- Saint-Maurice-la-Fougereuse
- Saint-Maurice-la-Souterraine
- Saint-Maurice-le-Girard
- Saint-Maurice-le-Vieil
- Saint-Maurice-les-Brousses
- Saint-Maurice-lès-Charencey
- Saint-Maurice-lès-Châteauneuf
- Saint-Maurice-lès-Couches
- Saint-Maurice-près-Crocq
- Saint-Maurice-près-Pionsat
- Saint-Maurice-sous-les-Côtes
- Saint-Maurice-sur-Adour
- Saint-Maurice-sur-Aveyron
- Saint-Maurice-sur-Dargoire
- Saint-Maurice-sur-Eygues
- Saint-Maurice-sur-Fessard
- Saint-Maurice-sur-Huisne
- Saint-Maurice-sur-Mortagne
- Saint-Maurice-sur-Moselle
- Saint-Maurice-sur-Vingeanne
- Saint-Maurin
- Saint-Max
- Saint-Maxent
- Saint-Maximin (Gard)
- Saint-Maximin (Isère)
- Saint-Maximin (Oise)
- Saint-Maximin-la-Ste-Baume
- Saint-Maxire
- Saint-May
- Saint-Mayeux
- Saint-Melaine-sur-Aubance
- Saint-Memmie
- Saint-Menge
- Saint-Menges
- Saint-Menoux
- Saint-Merd-de-Lapleau
- Saint-Merd-la-Breuille
- Saint-Merd-les-Oussines
- Saint-Meslin-du-Bosc
- Saint-Mesmes
- Saint-Mesmin (Aube)
- Saint-Mesmin (Côte-d'Or)
- Saint-Mesmin (Dordogne)
- Saint-Mesmin (Wandea)
- Saint-Mexant
- Saint-Micaud
- Saint-Michel (Aisne)
- Saint-Michel (Ariège)
- Saint-Michel (Charente)
- Saint-Michel (Gers)
- Saint-Michel (Haute-Garonne)
- Saint-Michel (Hérault)
- Saint-Michel (Loiret)
- Saint-Michel (Pyrénées-Atlantiques)
- Saint-Michel (Tarn-et-Garonne)
- Saint-Michel-Chef-Chef
- Saint-Michel-Escalus
- Saint-Michel-Labadié
- Saint-Michel-Loubéjou
- Saint-Michel-Mont-Mercure
- Saint-Michel-Tuboeuf
- Saint-Michel-d'Aurance
- Saint-Michel-d'Euzet
- Saint-Michel-d'Halescourt
- Saint-Michel-de-Bannières
- Saint-Michel-de-Boulogne
- Saint-Michel-de-Castelnau
- Saint-Michel-de-Chabrillanoux
- Saint-Michel-de-Chaillol
- Saint-Michel-de-Chavaignes
- Saint-Michel-de-Double
- Saint-Michel-de-Dèze
- Saint-Michel-de-Feins
- Saint-Michel-de-Fronsac
- Saint-Michel-de-Lanès
- Saint-Michel-de-Lapujade
- Saint-Michel-de-Livet
- Saint-Michel-de-Llotes
- Saint-Michel-de-Maurienne
- Saint-Michel-de-Montaigne
- Saint-Michel-de-Montjoie
- Saint-Michel-de-Plélan
- Saint-Michel-de-Rieufret
- Saint-Michel-de-St-Geoirs
- Saint-Michel-de-Vax
- Saint-Michel-de-Veisse
- Saint-Michel-de-Villadeix
- Saint-Michel-de-Volangis
- Saint-Michel-de-la-Pierre
- Saint-Michel-de-la-Roë
- Saint-Michel-des-Andaines
- Saint-Michel-en-Beaumont
- Saint-Michel-en-Brenne
- Saint-Michel-en-Grève
- Saint-Michel-en-l'Herm
- Saint-Michel-et-Chanveaux
- Saint-Michel-l'Observatoire
- Saint-Michel-le-Cloucq
- Saint-Michel-les-Portes
- Saint-Michel-sous-Bois
- Saint-Michel-sur-Loire
- Saint-Michel-sur-Meurthe
- Saint-Michel-sur-Orge
- Saint-Michel-sur-Rhône
- Saint-Michel-sur-Savasse
- Saint-Michel-sur-Ternoise
- Saint-Mihiel
- Saint-Mitre-les-Remparts
- Saint-Molf
- Saint-Momelin
- Saint-Mont
- Saint-Montant
- Saint-Moreil
- Saint-Morel
- Saint-Morillon
- Saint-Moré
- Saint-Mury-Monteymond
- Saint-Myon
- Saint-Méard
- Saint-Méard-de-Drône
- Saint-Méard-de-Gurçon
- Saint-Médard (Charente)
- Saint-Médard (Charente-Maritime)
- Saint-Médard (Deux-Sèvres)
- Saint-Médard (Gers)
- Saint-Médard (Haute-Garonne)
- Saint-Médard (Indre)
- Saint-Médard (Lot)
- Saint-Médard (Moselle)
- Saint-Médard (Pyrénées-Atlantiques)
- Saint-Médard-Nicourby
- Saint-Médard-d'Aunis
- Saint-Médard-d'Excideuil
- Saint-Médard-d'Eyrans
- Saint-Médard-de-Guizières
- Saint-Médard-de-Mussidan
- Saint-Médard-de-Presque
- Saint-Médard-en-Forez
- Saint-Médard-en-Jalles
- Saint-Médard-la-Rochette
- Saint-Médard-sur-Ille
- Saint-Méen
- Saint-Méen-le-Grand
- Saint-Mélany
- Saint-Méloir
- Saint-Méloir-des-Ondes
- Saint-Méry
- Saint-Mézard
- Saint-Même-le-Tenu
- Saint-Même-les-Carrières
- Saint-Nabor
- Saint-Nabord
- Saint-Nabord-sur-Aube
- Saint-Nauphary
- Saint-Nazaire (Gard)
- Saint-Nazaire (Loire-Atlantique)
- Saint-Nazaire (Pyrénées-Orientales)
- Saint-Nazaire-d'Aude
- Saint-Nazaire-de-Ladarez
- Saint-Nazaire-de-Pézan
- Saint-Nazaire-de-Valentane
- Saint-Nazaire-des-Gardies
- Saint-Nazaire-en-Royans
- Saint-Nazaire-le-Désert
- Saint-Nazaire-les-Eymes
- Saint-Nazaire-sur-Charente
- Saint-Nectaire
- Saint-Nexans
- Saint-Nic
- Saint-Nicodème
- Saint-Nicolas (Pas-de-Calais)
- Saint-Nicolas-aux-Bois
- Saint-Nicolas-d'Aliermont
- Saint-Nicolas-d'Attez
- Saint-Nicolas-de-Bliquetuit
- Saint-Nicolas-de-Bourgueil
- Saint-Nicolas-de-Macherin
- Saint-Nicolas-de-Pierrepont
- Saint-Nicolas-de-Port
- Saint-Nicolas-de-Redon
- Saint-Nicolas-de-Sommaire
- Saint-Nicolas-de-la-Balerme
- Saint-Nicolas-de-la-Grave
- Saint-Nicolas-de-la-Haie
- Saint-Nicolas-de-la-Taille
- Saint-Nicolas-des-Biefs
- Saint-Nicolas-des-Bois (Manche)
- Saint-Nicolas-des-Bois (Orne)
- Saint-Nicolas-des-Laitiers
- Saint-Nicolas-des-Motets
- Saint-Nicolas-du-Bosc
- Saint-Nicolas-du-Pélem
- Saint-Nicolas-du-Tertre
- Saint-Nicolas-la-Chapelle (Aube)
- Saint-Nicolas-la-Chapelle (Savoie)
- Saint-Nicolas-lès-Cîteaux
- Saint-Nizier-d'Azergues
- Saint-Nizier-de-Fornas
- Saint-Nizier-du-Moucherotte
- Saint-Nizier-le-Bouchoux
- Saint-Nizier-le-Désert
- Saint-Nizier-sous-Charlieu
- Saint-Nizier-sur-Arroux
- Saint-Nolff
- Saint-Nom-la-Bretèche
- Saint-Offenge-Dessous
- Saint-Offenge-Dessus
- Saint-Omer (Calvados)
- Saint-Omer (Pas-de-Calais)
- Saint-Omer-Capelle
- Saint-Omer-en-Chaussée
- Saint-Ondras
- Saint-Onen-la-Chapelle
- Saint-Oradoux-de-Chirouze
- Saint-Oradoux-près-Crocq
- Saint-Orens
- Saint-Orens-Pouy-Petit
- Saint-Orens-de-Gameville
- Saint-Ost
- Saint-Ouen (Charente-Maritime)
- Saint-Ouen (Loir-et-Cher)
- Saint-Ouen (Seine-Saint-Denis)
- Saint-Ouen (Somme)
- Saint-Ouen-Domprot
- Saint-Ouen-Marchefroy
- Saint-Ouen-d'Attez
- Saint-Ouen-d'Aunis
- Saint-Ouen-de-Mimbré
- Saint-Ouen-de-Pontcheuil
- Saint-Ouen-de-Sécherouvre
- Saint-Ouen-de-Thouberville
- Saint-Ouen-de-la-Cour
- Saint-Ouen-des-Alleux
- Saint-Ouen-des-Besaces
- Saint-Ouen-des-Champs
- Saint-Ouen-du-Breuil
- Saint-Ouen-du-Mesnil-Oger
- Saint-Ouen-du-Tilleul
- Saint-Ouen-en-Belin
- Saint-Ouen-en-Brie
- Saint-Ouen-en-Champagne
- Saint-Ouen-la-Rouërie
- Saint-Ouen-le-Brisoult
- Saint-Ouen-le-Houx
- Saint-Ouen-le-Mauger
- Saint-Ouen-le-Pin
- Saint-Ouen-les-Vignes
- Saint-Ouen-lès-Parey
- Saint-Ouen-sous-Bailly
- Saint-Ouen-sur-Gartempe
- Saint-Ouen-sur-Iton
- Saint-Ouen-sur-Loire
- Saint-Ouen-sur-Maire
- Saint-Ouen-sur-Morin
- Saint-Oulph
- Saint-Ours (Puy-de-Dôme)
- Saint-Ours (Savoie)
- Saint-Outrille
- Saint-Ouën-des-Toits
- Saint-Ouën-des-Vallons
- Saint-Ovin
- Saint-Oyen (Savoie)
- Saint-Pabu
- Saint-Pair
- Saint-Pair-sur-Mer
- Saint-Pal-de-Chalencon
- Saint-Pal-de-Mons
- Saint-Pal-de-Senouire
- Saint-Palais (Allier)
- Saint-Palais (Cher)
- Saint-Palais (Gironde)
- Saint-Palais (Pyrénées-Atlantiques)
- Saint-Palais-de-Négrignac
- Saint-Palais-de-Phiolin
- Saint-Palais-du-Né
- Saint-Palais-sur-Mer
- Saint-Pancrace (Dordogne)
- Saint-Pancrace (Savoie)
- Saint-Pancrasse
- Saint-Pancré
- Saint-Pantaly-d'Ans
- Saint-Pantaly-d'Excideuil
- Saint-Pantaléon (Lot)
- Saint-Pantaléon (Vaucluse)
- Saint-Pantaléon-de-Lapleau
- Saint-Pantaléon-de-Larche
- Saint-Pantaléon-les-Vignes
- Saint-Papoul
- Saint-Pardon-de-Conques
- Saint-Pardoult
- Saint-Pardoux (Deux-Sèvres)
- Saint-Pardoux (Haute-Vienne)
- Saint-Pardoux (Puy-de-Dôme)
- Saint-Pardoux-Corbier
- Saint-Pardoux-Isaac
- Saint-Pardoux-Morterolles
- Saint-Pardoux-d'Arnet
- Saint-Pardoux-de-Drône
- Saint-Pardoux-du-Breuil
- Saint-Pardoux-et-Vielvic
- Saint-Pardoux-l'Ortigier
- Saint-Pardoux-la-Croisille
- Saint-Pardoux-la-Rivière
- Saint-Pardoux-le-Neuf (Corrèze)
- Saint-Pardoux-le-Neuf (Creuse)
- Saint-Pardoux-le-Vieux
- Saint-Pardoux-les-Cards
- Saint-Pargoire
- Saint-Parize-en-Viry
- Saint-Parize-le-Châtel
- Saint-Parres-aux-Tertres
- Saint-Parres-lès-Vaudes
- Saint-Parthem
- Saint-Pastour
- Saint-Pastous
- Saint-Paterne
- Saint-Paterne-Racan
- Saint-Pathus
- Saint-Patrice
- Saint-Patrice-de-Claids
- Saint-Patrice-du-Désert
- Saint-Paul (Alpes-Maritimes)
- Saint-Paul (Alpes-de-Haute-Provence)
- Saint-Paul (Corrèze)
- Saint-Paul (Gironde)
- Saint-Paul (Haute-Vienne)
- Saint-Paul (Hautes-Pyrénées)
- Saint-Paul (Oise)
- Saint-Paul (Orne)
- Saint-Paul (Savoie)
- Saint-Paul (Vosges)
- Saint-Paul-Cap-de-Joux
- Saint-Paul-Lizonne
- Saint-Paul-Mont-Penit
- Saint-Paul-Trois-Châteaux
- Saint-Paul-aux-Bois
- Saint-Paul-d'Espis
- Saint-Paul-d'Izeaux
- Saint-Paul-d'Oueil
- Saint-Paul-d'Uzore
- Saint-Paul-de-Baïse
- Saint-Paul-de-Fenouillet
- Saint-Paul-de-Fourques
- Saint-Paul-de-Jarrat
- Saint-Paul-de-Loubressac
- Saint-Paul-de-Salers
- Saint-Paul-de-Serre
- Saint-Paul-de-Tartas
- Saint-Paul-de-Varax
- Saint-Paul-de-Varces
- Saint-Paul-de-Vern
- Saint-Paul-de-Vézelin
- Saint-Paul-des-Landes
- Saint-Paul-du-Bois
- Saint-Paul-du-Vernay
- Saint-Paul-en-Born
- Saint-Paul-en-Chablais
- Saint-Paul-en-Cornillon
- Saint-Paul-en-Forêt
- Saint-Paul-en-Gâtine
- Saint-Paul-en-Jarez
- Saint-Paul-en-Pareds
- Saint-Paul-et-Valmalle
- Saint-Paul-la-Coste
- Saint-Paul-la-Roche
- Saint-Paul-le-Froid
- Saint-Paul-le-Gaultier
- Saint-Paul-le-Jeune
- Saint-Paul-les-Fonts
- Saint-Paul-lès-Dax
- Saint-Paul-lès-Durance
- Saint-Paul-lès-Monestier
- Saint-Paul-lès-Romans
- Saint-Paul-sur-Isère
- Saint-Paul-sur-Save
- Saint-Paulet
- Saint-Paulet-de-Caisson
- Saint-Paulien
- Saint-Pavace
- Saint-Paër
- Saint-Pellerin (Eure-et-Loir)
- Saint-Pellerin (Manche)
- Saint-Perdon
- Saint-Perdoux (Lot)
- Saint-Pern
- Saint-Perreux
- Saint-Pey-d'Armens
- Saint-Pey-de-Castets
- Saint-Phal
- Saint-Philbert-de-Bouaine
- Saint-Philbert-de-Grand-Lieu
- Saint-Philbert-des-Champs
- Saint-Philbert-du-Peuple
- Saint-Philbert-en-Mauges
- Saint-Philbert-sur-Boissey
- Saint-Philbert-sur-Orne
- Saint-Philbert-sur-Risle
- Saint-Philibert (Côte-d'Or)
- Saint-Philibert (Morbihan)
- Saint-Philippe-d'Aiguille
- Saint-Philippe-du-Seignal
- Saint-Piat
- Saint-Pierre (Alpes-de-Haute-Provence)
- Saint-Pierre (Bas-Rhin)
- Saint-Pierre (Cantal)
- Saint-Pierre (Haute-Garonne)
- Saint-Pierre (Jura)
- Saint-Pierre (Marne)
- Saint-Pierre-Aigle
- Saint-Pierre-Avez
- Saint-Pierre-Azif
- Saint-Pierre-Bellevue
- Saint-Pierre-Bois
- Saint-Pierre-Brouck
- Saint-Pierre-Bénouville
- Saint-Pierre-Canivet
- Saint-Pierre-Chérignat
- Saint-Pierre-Colamine
- Saint-Pierre-Église
- Saint-Pierre-Eynac
- Saint-Pierre-Lafeuille
- Saint-Pierre-Langers
- Saint-Pierre-Laval
- Saint-Pierre-Lavis
- Saint-Pierre-Montlimart
- Saint-Pierre-Quiberon
- Saint-Pierre-Roche
- Saint-Pierre-St-Jean
- Saint-Pierre-Tarentaine
- Saint-Pierre-Toirac
- Saint-Pierre-d'Albigny
- Saint-Pierre-d'Allevard
- Saint-Pierre-d'Alvey
- Saint-Pierre-d'Amilly
- Saint-Pierre-d'Argençon
- Saint-Pierre-d'Arthéglise
- Saint-Pierre-d'Aubézies
- Saint-Pierre-d'Aurillac
- Saint-Pierre-d'Autils
- Saint-Pierre-d'Entremont (Isère)
- Saint-Pierre-d'Entremont (Orne)
- Saint-Pierre-d'Entremont (Savoie)
- Saint-Pierre-d'Exideuil
- Saint-Pierre-d'Eyraud
- Saint-Pierre-d'Irube
- Saint-Pierre-d'Oléron
- Saint-Pierre-de-Bailleul
- Saint-Pierre-de-Bat
- Saint-Pierre-de-Belleville
- Saint-Pierre-de-Boeuf
- Saint-Pierre-de-Bressieux
- Saint-Pierre-de-Buzet
- Saint-Pierre-de-Cernières
- Saint-Pierre-de-Chandieu
- Saint-Pierre-de-Chartreuse
- Saint-Pierre-de-Chevillé
- Saint-Pierre-de-Chignac
- Saint-Pierre-de-Chérennes
- Saint-Pierre-de-Clairac
- Saint-Pierre-de-Colombier
- Saint-Pierre-de-Cormeilles
- Saint-Pierre-de-Coutances
- Saint-Pierre-de-Curtille
- Saint-Pierre-de-Côle
- Saint-Pierre-de-Frugie
- Saint-Pierre-de-Fursac
- Saint-Pierre-de-Genebroz
- Saint-Pierre-de-Jards
- Saint-Pierre-de-Juillers
- Saint-Pierre-de-Lages
- Saint-Pierre-de-Lamps
- Saint-Pierre-de-Maillé
- Saint-Pierre-de-Manneville
- Saint-Pierre-de-Mons
- Saint-Pierre-de-Méaroz
- Saint-Pierre-de-Mésage
- Saint-Pierre-de-Mézoargues
- Saint-Pierre-de-Nogaret
- Saint-Pierre-de-Plesguen
- Saint-Pierre-de-Rivière
- Saint-Pierre-de-Salerne
- Saint-Pierre-de-Semilly
- Saint-Pierre-de-Soucy
- Saint-Pierre-de-Trivisy
- Saint-Pierre-de-Varengeville
- Saint-Pierre-de-Varennes
- Saint-Pierre-de-Vassols
- Saint-Pierre-de-l'Ile
- Saint-Pierre-de-la-Fage
- Saint-Pierre-dels-Forcats
- Saint-Pierre-des-Bois
- Saint-Pierre-des-Champs
- Saint-Pierre-des-Corps
- Saint-Pierre-des-Echaubrognes
- Saint-Pierre-des-Fleurs
- Saint-Pierre-des-Ifs (Calvados)
- Saint-Pierre-des-Ifs (Eure)
- Saint-Pierre-des-Jonquières
- Saint-Pierre-des-Landes
- Saint-Pierre-des-Loges
- Saint-Pierre-des-Nids
- Saint-Pierre-des-Ormes
- Saint-Pierre-des-Tripiers
- Saint-Pierre-du-Bosguérard
- Saint-Pierre-du-Bû
- Saint-Pierre-du-Champ
- Saint-Pierre-du-Chemin
- Saint-Pierre-du-Fresne
- Saint-Pierre-du-Jonquet
- Saint-Pierre-du-Lorouër
- Saint-Pierre-du-Mesnil
- Saint-Pierre-du-Mont (Calvados)
- Saint-Pierre-du-Mont (Landes)
- Saint-Pierre-du-Mont (Nièvre)
- Saint-Pierre-du-Palais
- Saint-Pierre-du-Perray
- Saint-Pierre-du-Regard
- Saint-Pierre-du-Val
- Saint-Pierre-du-Vauvray
- Saint-Pierre-en-Faucigny
- Saint-Pierre-en-Port
- Saint-Pierre-en-Val
- Saint-Pierre-en-Vaux
- Saint-Pierre-es-Champs
- Saint-Pierre-la-Bourlhonne
- Saint-Pierre-la-Bruyère
- Saint-Pierre-la-Cour
- Saint-Pierre-la-Garenne
- Saint-Pierre-la-Noaille
- Saint-Pierre-la-Palud
- Saint-Pierre-la-Rivière
- Saint-Pierre-la-Roche
- Saint-Pierre-la-Vieille
- Saint-Pierre-le-Bost
- Saint-Pierre-le-Chastel
- Saint-Pierre-le-Moûtier
- Saint-Pierre-le-Vieux (Lozère)
- Saint-Pierre-le-Vieux (Saône-et-Loire)
- Saint-Pierre-le-Vieux (Seine-Maritime)
- Saint-Pierre-le-Viger
- Saint-Pierre-les-Bois
- Saint-Pierre-les-Etieux
- Saint-Pierre-lès-Bitry
- Saint-Pierre-lès-Elbeuf
- Saint-Pierre-lès-Franqueville
- Saint-Pierre-lès-Nemours
- Saint-Pierre-sur-Dives
- Saint-Pierre-sur-Doux
- Saint-Pierre-sur-Dropt
- Saint-Pierre-sur-Erve
- Saint-Pierre-sur-Orthe
- Saint-Pierre-sur-Vence
- Saint-Pierre-à-Arnes
- Saint-Pierremont (Aisne)
- Saint-Pierremont (Ardennes)
- Saint-Pierremont (Vosges)
- Saint-Pierreville
- Saint-Pierrevillers
- Saint-Plaisir
- Saint-Plancard
- Saint-Planchers
- Saint-Plantaire
- Saint-Point
- Saint-Point-Lac
- Saint-Pois
- Saint-Poix
- Saint-Pol-de-Léon
- Saint-Pol-sur-Mer
- Saint-Pol-sur-Ternoise
- Saint-Polgues
- Saint-Polycarpe
- Saint-Pompain
- Saint-Pompont
- Saint-Poncy
- Saint-Pons (Alpes-de-Haute-Provence)
- Saint-Pons (Ardèche)
- Saint-Pons-de-Mauchiens
- Saint-Pons-de-Thomières
- Saint-Pons-la-Calm
- Saint-Pont
- Saint-Porchaire
- Saint-Porquier
- Saint-Pouange
- Saint-Pourçain-sur-Besbre
- Saint-Pourçain-sur-Sioule
- Saint-Prancher
- Saint-Prest
- Saint-Preuil
- Saint-Priest (Ardèche)
- Saint-Priest (Creuse)
- Saint-Priest (Rodan)
- Saint-Priest-Bramefant
- Saint-Priest-Ligoure
- Saint-Priest-Palus
- Saint-Priest-Taurion
- Saint-Priest-d'Andelot
- Saint-Priest-de-Gimel
- Saint-Priest-des-Champs
- Saint-Priest-en-Jarez
- Saint-Priest-en-Murat
- Saint-Priest-la-Feuille
- Saint-Priest-la-Marche
- Saint-Priest-la-Plaine
- Saint-Priest-la-Prugne
- Saint-Priest-la-Roche
- Saint-Priest-la-Vêtre
- Saint-Priest-les-Fougères
- Saint-Priest-sous-Aixe
- Saint-Prim
- Saint-Privat (Ardèche)
- Saint-Privat (Corrèze)
- Saint-Privat (Hérault)
- Saint-Privat-d'Allier
- Saint-Privat-de-Champclos
- Saint-Privat-de-Vallongue
- Saint-Privat-des-Prés
- Saint-Privat-des-Vieux
- Saint-Privat-du-Dragon
- Saint-Privat-du-Fau
- Saint-Privat-la-Montagne
- Saint-Privé (Saône-et-Loire)
- Saint-Privé (Yonne)
- Saint-Prix (Allier)
- Saint-Prix (Ardèche)
- Saint-Prix (Saône-et-Loire)
- Saint-Prix-lès-Arnay
- Saint-Projet (Lot)
- Saint-Projet (Tarn-et-Garonne)
- Saint-Projet-St-Constant
- Saint-Projet-de-Salers
- Saint-Prouant
- Saint-Pryvé-St-Mesmin
- Saint-Préjet-Armandon
- Saint-Préjet-d'Allier
- Saint-Puy
- Saint-Python
- Saint-Père (Ille-et-Vilaine)
- Saint-Père (Nièvre)
- Saint-Père (Yonne)
- Saint-Père-en-Retz
- Saint-Père-sur-Loire
- Saint-Pé-Delbosc
- Saint-Pé-St-Simon
- Saint-Pé-d'Ardet
- Saint-Pé-de-Bigorre
- Saint-Pé-de-Léren
- Saint-Pée-sur-Nivelle
- Saint-Péran
- Saint-Péravy-la-Colombe
- Saint-Péray
- Saint-Péreuse
- Saint-Péver
- Saint-Pôtan
- Saint-Quantin-de-Rançanne
- Saint-Quay-Perros
- Saint-Quay-Portrieux
- Saint-Quentin
- Saint-Quentin-Fallavier
- Saint-Quentin-au-Bosc
- Saint-Quentin-de-Baron
- Saint-Quentin-de-Blavou
- Saint-Quentin-de-Caplong
- Saint-Quentin-de-Chalais
- Saint-Quentin-des-Isles
- Saint-Quentin-des-Prés
- Saint-Quentin-du-Dropt
- Saint-Quentin-en-Mauges
- Saint-Quentin-en-Tourmont
- Saint-Quentin-la-Chabanne
- Saint-Quentin-la-Motte-Croix-au-Bail
- Saint-Quentin-la-Poterie
- Saint-Quentin-la-Tour
- Saint-Quentin-le-Petit
- Saint-Quentin-le-Verger
- Saint-Quentin-les-Anges
- Saint-Quentin-les-Chardonnets
- Saint-Quentin-les-Marais
- Saint-Quentin-lès-Beaurepaire
- Saint-Quentin-sur-Charente
- Saint-Quentin-sur-Coole
- Saint-Quentin-sur-Indrois
- Saint-Quentin-sur-Isère
- Saint-Quentin-sur-Nohain
- Saint-Quentin-sur-Sauxillanges
- Saint-Quentin-sur-le-Homme
- Saint-Quintin-sur-Sioule
- Saint-Quirc
- Saint-Quirin
- Saint-Rabier
- Saint-Racho
- Saint-Rambert-d'Albon
- Saint-Rambert-en-Bugey
- Saint-Raphaël (Dordogne)
- Saint-Raphaël (Var)
- Saint-Remimont (Meurthe-et-Moselle)
- Saint-Remimont (Vosges)
- Saint-Remy (Haute-Saône)
- Saint-Remy (Vosges)
- Saint-Remy-Chaussée
- Saint-Remy-du-Nord
- Saint-Remy-en-Bouzemont-St-Genest-et-Isson
- Saint-Remy-en-l'Eau
- Saint-Remy-la-Calonne
- Saint-Remy-le-Petit
- Saint-Remy-sous-Barbuise
- Saint-Remy-sous-Broyes
- Saint-Remy-sur-Bussy
- Saint-Remèze
- Saint-Renan
- Saint-Restitut
- Saint-Rieul
- Saint-Rigomer-des-Bois
- Saint-Rimay
- Saint-Riquier
- Saint-Riquier-en-Rivière
- Saint-Riquier-ès-Plains
- Saint-Rirand
- Saint-Rivoal
- Saint-Robert (Corrèze)
- Saint-Robert (Lot-et-Garonne)
- Saint-Roch
- Saint-Roch-sur-Egrenne
- Saint-Rogatien
- Saint-Romain (Charente)
- Saint-Romain (Côte-d'Or)
- Saint-Romain (Puy-de-Dôme)
- Saint-Romain (Vienne)
- Saint-Romain-Lachalm
- Saint-Romain-au-Mont-d'Or
- Saint-Romain-d'Ay
- Saint-Romain-d'Urfé
- Saint-Romain-de-Benet
- Saint-Romain-de-Colbosc
- Saint-Romain-de-Jalionas
- Saint-Romain-de-Lerps
- Saint-Romain-de-Monpazier
- Saint-Romain-de-Popey
- Saint-Romain-de-Surieu
- Saint-Romain-en-Gal
- Saint-Romain-en-Gier
- Saint-Romain-en-Jarez
- Saint-Romain-en-Viennois
- Saint-Romain-et-St-Clément
- Saint-Romain-la-Motte
- Saint-Romain-la-Virvée
- Saint-Romain-le-Noble
- Saint-Romain-le-Preux
- Saint-Romain-le-Puy
- Saint-Romain-les-Atheux
- Saint-Romain-sous-Gourdon
- Saint-Romain-sous-Versigny
- Saint-Romain-sur-Cher
- Saint-Romain-sur-Gironde
- Saint-Roman
- Saint-Roman-de-Codières
- Saint-Roman-de-Malegarde
- Saint-Romans
- Saint-Romans-des-Champs
- Saint-Romans-lès-Melle
- Saint-Rome
- Saint-Rome-de-Cernon
- Saint-Rome-de-Dolan
- Saint-Rome-de-Tarn
- Saint-Romphaire
- Saint-Rustice
- Saint-Règle
- Saint-Régis-du-Coin
- Saint-Rémy (Ain)
- Saint-Rémy (Aveyron)
- Saint-Rémy (Calvados)
- Saint-Rémy (Corrèze)
- Saint-Rémy (Côte-d'Or)
- Saint-Rémy (Deux-Sèvres)
- Saint-Rémy (Dordogne)
- Saint-Rémy (Saône-et-Loire)
- Saint-Rémy-Blanzy
- Saint-Rémy-Boscrocourt
- Saint-Rémy-au-Bois
- Saint-Rémy-aux-Bois
- Saint-Rémy-de-Blot
- Saint-Rémy-de-Chargnat
- Saint-Rémy-de-Chaudes-Aigues
- Saint-Rémy-de-Maurienne
- Saint-Rémy-de-Provence
- Saint-Rémy-de-Sillé
- Saint-Rémy-des-Landes
- Saint-Rémy-des-Monts
- Saint-Rémy-du-Plain
- Saint-Rémy-du-Val
- Saint-Rémy-en-Mauges
- Saint-Rémy-en-Rollat
- Saint-Rémy-l'Honoré
- Saint-Rémy-la-Vanne
- Saint-Rémy-la-Varenne
- Saint-Rémy-lès-Chevreuse
- Saint-Rémy-sur-Avre
- Saint-Rémy-sur-Creuse
- Saint-Rémy-sur-Durolle
- Saint-Révérend
- Saint-Révérien
- Saint-Saire
- Saint-Salvadou
- Saint-Salvadour
- Saint-Salvi-de-Carcavès
- Saint-Salvy
- Saint-Salvy-de-la-Balme
- Saint-Samson (Mayenne)
- Saint-Samson-de-Bonfossé
- Saint-Samson-de-la-Roque
- Saint-Samson-la-Poterie
- Saint-Samson-sur-Rance
- Saint-Sandoux
- Saint-Santin
- Saint-Santin-Cantalès
- Saint-Santin-de-Maurs
- Saint-Sardos (Lot-et-Garonne)
- Saint-Sardos (Tarn-et-Garonne)
- Saint-Satur
- Saint-Saturnin (Cantal)
- Saint-Saturnin (Charente)
- Saint-Saturnin (Cher)
- Saint-Saturnin (Lozère)
- Saint-Saturnin (Marne)
- Saint-Saturnin (Puy-de-Dôme)
- Saint-Saturnin (Sarthe)
- Saint-Saturnin-de-Lenne
- Saint-Saturnin-de-Lucian
- Saint-Saturnin-du-Bois
- Saint-Saturnin-du-Limet
- Saint-Saturnin-lès-Apt
- Saint-Saturnin-lès-Avignon
- Saint-Saturnin-sur-Loire
- Saint-Saud-Lacoussière
- Saint-Sauflieu
- Saint-Saulge
- Saint-Saulve
- Saint-Saury
- Saint-Sauvant (Charente-Maritime)
- Saint-Sauvant (Vienne)
- Saint-Sauves-d'Auvergne
- Saint-Sauveur (Côte-d'Or)
- Saint-Sauveur (Dordogne)
- Saint-Sauveur (Finistère)
- Saint-Sauveur (Gironde)
- Saint-Sauveur (Haute-Garonne)
- Saint-Sauveur (Haute-Saône)
- Saint-Sauveur (Hautes-Alpes)
- Saint-Sauveur (Isère)
- Saint-Sauveur (Meurthe-et-Moselle)
- Saint-Sauveur (Oise)
- Saint-Sauveur (Somme)
- Saint-Sauveur (Vienne)
- Saint-Sauveur-Camprieu
- Saint-Sauveur-Gouvernet
- Saint-Sauveur-Lalande
- Saint-Sauveur-Lendelin
- Saint-Sauveur-Marville
- Saint-Sauveur-d'Aunis
- Saint-Sauveur-d'Emalleville
- Saint-Sauveur-de-Carrouges
- Saint-Sauveur-de-Cruzières
- Saint-Sauveur-de-Flée
- Saint-Sauveur-de-Ginestoux
- Saint-Sauveur-de-Landemont
- Saint-Sauveur-de-Meilhan
- Saint-Sauveur-de-Montagut
- Saint-Sauveur-de-Peyre
- Saint-Sauveur-de-Pierrepont
- Saint-Sauveur-de-Puynormand
- Saint-Sauveur-des-Landes
- Saint-Sauveur-en-Diois
- Saint-Sauveur-en-Puisaye
- Saint-Sauveur-en-Rue
- Saint-Sauveur-la-Pommeraye
- Saint-Sauveur-la-Sagne
- Saint-Sauveur-la-Vallée
- Saint-Sauveur-le-Vicomte
- Saint-Sauveur-lès-Bray
- Saint-Sauveur-sur-École
- Saint-Sauveur-sur-Tinée
- Saint-Sauvier
- Saint-Sauvy
- Saint-Savin (Gironde)
- Saint-Savin (Hautes-Pyrénées)
- Saint-Savin (Isère)
- Saint-Savin (Vienne)
- Saint-Savinien
- Saint-Saviol
- Saint-Savournin
- Saint-Saëns
- Saint-Secondin
- Saint-Seine
- Saint-Seine-en-Bâche
- Saint-Seine-l'Abbaye
- Saint-Seine-sur-Vingeanne
- Saint-Selve
- Saint-Senier-de-Beuvron
- Saint-Senier-sous-Avranches
- Saint-Senoch
- Saint-Senoux
- Saint-Sernin (Ardèche)
- Saint-Sernin (Aude)
- Saint-Sernin (Lot-et-Garonne)
- Saint-Sernin-du-Bois
- Saint-Sernin-du-Plain
- Saint-Sernin-lès-Lavaur
- Saint-Sernin-sur-Rance
- Saint-Servais (Côtes-d'Armor)
- Saint-Servais (Finistère)
- Saint-Servant
- Saint-Setiers
- Saint-Seurin-de-Bourg
- Saint-Seurin-de-Cadourne
- Saint-Seurin-de-Cursac
- Saint-Seurin-de-Palenne
- Saint-Seurin-de-Prats
- Saint-Seurin-sur-l'Isle
- Saint-Sever
- Saint-Sever-Calvados
- Saint-Sever-de-Rustan
- Saint-Sever-de-Stonge
- Saint-Sever-du-Moustier
- Saint-Siffret
- Saint-Sigismond (Haute-Savoie)
- Saint-Sigismond (Loiret)
- Saint-Sigismond (Maine-et-Loire)
- Saint-Sigismond (Wandea)
- Saint-Sigismond-de-Clermont
- Saint-Silvain-Bas-le-Roc
- Saint-Silvain-Bellegarde
- Saint-Silvain-Montaigut
- Saint-Silvain-sous-Toulx
- Saint-Simeux
- Saint-Simon (Aisne)
- Saint-Simon (Charente)
- Saint-Simon (Lot)
- Saint-Simon-de-Bordes
- Saint-Simon-de-Pellouaille
- Saint-Siméon (Eure)
- Saint-Siméon (Orne)
- Saint-Siméon (Seine-et-Marne)
- Saint-Siméon-de-Bressieux
- Saint-Sixt
- Saint-Sixte (Loire)
- Saint-Sixte (Lot-et-Garonne)
- Saint-Solve
- Saint-Sorlin
- Saint-Sorlin-d'Arves
- Saint-Sorlin-de-Conac
- Saint-Sorlin-de-Morestel
- Saint-Sorlin-de-Vienne
- Saint-Sorlin-en-Bugey
- Saint-Sorlin-en-Valloire
- Saint-Sornin (Allier)
- Saint-Sornin (Charente)
- Saint-Sornin (Charente-Maritime)
- Saint-Sornin-Lavolps
- Saint-Sornin-Leulac
- Saint-Sornin-la-Marche
- Saint-Soulan
- Saint-Souplet
- Saint-Souplet-sur-Py
- Saint-Soupplets
- Saint-Sozy
- Saint-Stail
- Saint-Suliac
- Saint-Sulpice (Ain)
- Saint-Sulpice (Haute-Saône)
- Saint-Sulpice (Loir-et-Cher)
- Saint-Sulpice (Lot)
- Saint-Sulpice (Maine-et-Loire)
- Saint-Sulpice (Mayenne)
- Saint-Sulpice (Nièvre)
- Saint-Sulpice (Oise)
- Saint-Sulpice (Puy-de-Dôme)
- Saint-Sulpice (Savoie)
- Saint-Sulpice (Tarn)
- Saint-Sulpice-Laurière
- Saint-Sulpice-d'Arnoult
- Saint-Sulpice-d'Excideuil
- Saint-Sulpice-de-Cognac
- Saint-Sulpice-de-Faleyrens
- Saint-Sulpice-de-Favières
- Saint-Sulpice-de-Grimbouville
- Saint-Sulpice-de-Guilleragues
- Saint-Sulpice-de-Mareuil
- Saint-Sulpice-de-Pommiers
- Saint-Sulpice-de-Roumagnac
- Saint-Sulpice-de-Royan
- Saint-Sulpice-de-Ruffec
- Saint-Sulpice-des-Landes (Ille-et-Vilaine)
- Saint-Sulpice-des-Landes (Loire-Atlantique)
- Saint-Sulpice-des-Rivoires
- Saint-Sulpice-en-Pareds
- Saint-Sulpice-et-Cameyrac
- Saint-Sulpice-la-Forêt
- Saint-Sulpice-le-Dunois
- Saint-Sulpice-le-Guérétois
- Saint-Sulpice-le-Verdon
- Saint-Sulpice-les-Bois
- Saint-Sulpice-les-Champs
- Saint-Sulpice-les-Feuilles
- Saint-Sulpice-sur-Lèze
- Saint-Sulpice-sur-Risle
- Saint-Supplet
- Saint-Sylvain (Calvados)
- Saint-Sylvain (Corrèze)
- Saint-Sylvain (Seine-Maritime)
- Saint-Sylvain-d'Anjou
- Saint-Sylvestre (Ardèche)
- Saint-Sylvestre (Haute-Savoie)
- Saint-Sylvestre (Haute-Vienne)
- Saint-Sylvestre-Cappel
- Saint-Sylvestre-Pragoulin
- Saint-Sylvestre-de-Cormeilles
- Saint-Sylvestre-sur-Lot
- Saint-Symphorien (Cher)
- Saint-Symphorien (Deux-Sèvres)
- Saint-Symphorien (Eure)
- Saint-Symphorien (Gironde)
- Saint-Symphorien (Lozère)
- Saint-Symphorien (Sarthe)
- Saint-Symphorien-d'Ancelles
- Saint-Symphorien-d'Ozon
- Saint-Symphorien-de-Lay
- Saint-Symphorien-de-Mahun
- Saint-Symphorien-de-Marmagne
- Saint-Symphorien-de-Thénières
- Saint-Symphorien-des-Bois
- Saint-Symphorien-des-Bruyères
- Saint-Symphorien-des-Monts
- Saint-Symphorien-le-Château
- Saint-Symphorien-le-Valois
- Saint-Symphorien-sous-Chomérac
- Saint-Symphorien-sur-Coise
- Saint-Symphorien-sur-Couze
- Saint-Symphorien-sur-Saône
- Saint-Sève
- Saint-Sébastien (Creuse)
- Saint-Sébastien (Isère)
- Saint-Sébastien-d'Aigrefeuille
- Saint-Sébastien-de-Morsent
- Saint-Sébastien-de-Raids
- Saint-Sébastien-sur-Loire
- Saint-Ségal
- Saint-Séglin
- Saint-Sériès
- Saint-Sérotin
- Saint-Séverin
- Saint-Séverin-d'Estissac
- Saint-Séverin-sur-Boutonne
- Saint-Thibaud-de-Couz
- Saint-Thibault (Aube)
- Saint-Thibault (Côte-d'Or)
- Saint-Thibault (Oise)
- Saint-Thibault-des-Vignes
- Saint-Thibaut
- Saint-Thibéry
- Saint-Thierry
- Saint-Thiébaud
- Saint-Thiébault
- Saint-Thois
- Saint-Thomas (Aisne)
- Saint-Thomas (Haute-Garonne)
- Saint-Thomas-de-Conac
- Saint-Thomas-de-Courceriers
- Saint-Thomas-en-Argonne
- Saint-Thomas-en-Royans
- Saint-Thomas-la-Garde
- Saint-Thomé
- Saint-Thonan
- Saint-Thual
- Saint-Thurial
- Saint-Thurien (Eure)
- Saint-Thurien (Finistère)
- Saint-Thurin
- Saint-Thégonnec
- Saint-Thélo
- Saint-Théodorit
- Saint-Théoffrey
- Saint-Tricat
- Saint-Trimoël
- Saint-Trinit
- Saint-Trivier-de-Courtes
- Saint-Trivier-sur-Moignans
- Saint-Trojan
- Saint-Trojan-les-Bains
- Saint-Tropez
- Saint-Tugdual
- Saint-Ulphace
- Saint-Ulrich
- Saint-Uniac
- Saint-Urbain (Finistère)
- Saint-Urbain (Wandea)
- Saint-Urbain-Maconcourt
- Saint-Urcisse (Lot-et-Garonne)
- Saint-Urcisse (Tarn)
- Saint-Urcize
- Saint-Usage (Aube)
- Saint-Usage (Côte-d'Or)
- Saint-Usuge
- Saint-Utin
- Saint-Uze
- Saint-Vaast-Dieppedalle
- Saint-Vaast-d'Equiqueville
- Saint-Vaast-de-Longmont
- Saint-Vaast-du-Val
- Saint-Vaast-en-Auge
- Saint-Vaast-en-Cambrésis
- Saint-Vaast-en-Chaussée
- Saint-Vaast-la-Hougue
- Saint-Vaast-lès-Mello
- Saint-Vaast-sur-Seulles
- Saint-Vaize
- Saint-Valbert
- Saint-Valentin
- Saint-Valery
- Saint-Valery-en-Caux
- Saint-Valery-sur-Somme
- Saint-Vallerin
- Saint-Vallier (Charente)
- Saint-Vallier (Drôme)
- Saint-Vallier (Saône-et-Loire)
- Saint-Vallier (Vosges)
- Saint-Vallier-de-Thiey
- Saint-Vallier-sur-Marne
- Saint-Valérien (Wandea)
- Saint-Valérien (Yonne)
- Saint-Varent
- Saint-Vaury
- Saint-Venant
- Saint-Vert
- Saint-Viance
- Saint-Viaud
- Saint-Victeur
- Saint-Victor (Allier)
- Saint-Victor (Ardèche)
- Saint-Victor (Cantal)
- Saint-Victor (Dordogne)
- Saint-Victor-Malescours
- Saint-Victor-Montvianeix
- Saint-Victor-Rouzaud
- Saint-Victor-d'Epine
- Saint-Victor-de-Buthon
- Saint-Victor-de-Cessieu
- Saint-Victor-de-Chrétienville
- Saint-Victor-de-Malcap
- Saint-Victor-de-Morestel
- Saint-Victor-de-Réno
- Saint-Victor-des-Oules
- Saint-Victor-en-Marche
- Saint-Victor-et-Melvieu
- Saint-Victor-l'Abbaye
- Saint-Victor-la-Coste
- Saint-Victor-la-Rivière
- Saint-Victor-sur-Arlanc
- Saint-Victor-sur-Avre
- Saint-Victor-sur-Ouche
- Saint-Victor-sur-Rhins
- Saint-Victoret
- Saint-Victour
- Saint-Victurnien
- Saint-Vidal
- Saint-Vigor
- Saint-Vigor-d'Ymonville
- Saint-Vigor-des-Monts
- Saint-Vigor-des-Mézerets
- Saint-Vigor-le-Grand
- Saint-Vincent (Haute-Garonne)
- Saint-Vincent (Haute-Loire)
- Saint-Vincent (Puy-de-Dôme)
- Saint-Vincent (Pyrénées-Atlantiques)
- Saint-Vincent (Tarn-et-Garonne)
- Saint-Vincent-Bragny
- Saint-Vincent-Cramesnil
- Saint-Vincent-Jalmoutiers
- Saint-Vincent-Lespinasse
- Saint-Vincent-Rive-d'Olt
- Saint-Vincent-Sterlanges
- Saint-Vincent-d'Olargues
- Saint-Vincent-de-Barbeyrargues
- Saint-Vincent-de-Barrès
- Saint-Vincent-de-Boisset
- Saint-Vincent-de-Connezac
- Saint-Vincent-de-Cosse
- Saint-Vincent-de-Durfort
- Saint-Vincent-de-Lamontjoie
- Saint-Vincent-de-Mercuze
- Saint-Vincent-de-Paul (Gironde)
- Saint-Vincent-de-Paul (Landes)
- Saint-Vincent-de-Pertignas
- Saint-Vincent-de-Reins
- Saint-Vincent-de-Salers
- Saint-Vincent-de-Tyrosse
- Saint-Vincent-des-Bois
- Saint-Vincent-des-Landes
- Saint-Vincent-des-Prés (Sarthe)
- Saint-Vincent-des-Prés (Saône-et-Loire)
- Saint-Vincent-du-Boulay
- Saint-Vincent-du-Lorouër
- Saint-Vincent-du-Pendit
- Saint-Vincent-en-Bresse
- Saint-Vincent-la-Châtre
- Saint-Vincent-la-Commanderie
- Saint-Vincent-le-Paluel
- Saint-Vincent-les-Forts
- Saint-Vincent-sur-Graon
- Saint-Vincent-sur-Jabron
- Saint-Vincent-sur-Jard
- Saint-Vincent-sur-Oust
- Saint-Vincent-sur-l'Isle
- Saint-Vit
- Saint-Vital
- Saint-Vite
- Saint-Vitte
- Saint-Vitte-sur-Briance
- Saint-Vivien (Charente-Maritime)
- Saint-Vivien (Dordogne)
- Saint-Vivien-de-Blaye
- Saint-Vivien-de-Monségur
- Saint-Vivien-de-Médoc
- Saint-Viâtre
- Saint-Voir
- Saint-Vougay
- Saint-Vrain (Essonne)
- Saint-Vrain (Marne)
- Saint-Vran
- Saint-Vulbas
- Saint-Vénérand
- Saint-Vérain
- Saint-Véran
- Saint-Vérand (Isère)
- Saint-Vérand (Rodan)
- Saint-Vérand (Saône-et-Loire)
- Saint-Waast
- Saint-Wandrille-Rançon
- Saint-Xandre
- Saint-Yaguen
- Saint-Yan
- Saint-Ybard
- Saint-Ybars
- Saint-Yon
- Saint-Yorre
- Saint-Yrieix-la-Montagne
- Saint-Yrieix-la-Perche
- Saint-Yrieix-le-Déjalat
- Saint-Yrieix-les-Bois
- Saint-Yrieix-sous-Aixe
- Saint-Yrieix-sur-Charente
- Saint-Ythaire
- Saint-Yvoine
- Saint-Yvy
- Saint-Yzan-de-Soudiac
- Saint-Yzans-de-Médoc
- Saint-Zacharie
- Saint-Étienne
- Saint-Étienne-au-Temple
- Saint-Étienne-d'Orthe
- Saint-Étienne-de-Mer-Morte
- Saint-Étienne-de-Montluc
- Saint-Étienne-du-Bois (Wandea)
- Sainte-Adresse
- Sainte-Agathe
- Sainte-Agathe-d'Aliermont
- Sainte-Agathe-en-Donzy
- Sainte-Agathe-la-Bouteresse
- Sainte-Agnès (Alpes-Maritimes)
- Sainte-Agnès (Isère)
- Sainte-Agnès (Jura)
- Sainte-Alauzie
- Sainte-Alvère
- Sainte-Anastasie (Cantal)
- Sainte-Anastasie (Gard)
- Sainte-Anastasie-sur-Issole
- Sainte-Anne (Doubs)
- Sainte-Anne (Gers)
- Sainte-Anne (Loir-et-Cher)
- Sainte-Anne-d'Auray
- Sainte-Anne-sur-Brivet
- Sainte-Anne-sur-Gervonde
- Sainte-Anne-sur-Vilaine
- Sainte-Aulde
- Sainte-Aurence-Cazaux
- Sainte-Austreberthe (Pas-de-Calais)
- Sainte-Austreberthe (Seine-Maritime)
- Sainte-Barbe (Moselle)
- Sainte-Barbe (Vosges)
- Sainte-Barbe-sur-Gaillon
- Sainte-Bazeille
- Sainte-Beuve-en-Rivière
- Sainte-Blandine (Deux-Sèvres)
- Sainte-Blandine (Isère)
- Sainte-Brigitte
- Sainte-Camelle
- Sainte-Catherine (Pas-de-Calais)
- Sainte-Catherine (Puy-de-Dôme)
- Sainte-Catherine (Rodan)
- Sainte-Catherine-de-Fierbois
- Sainte-Christie
- Sainte-Christie-d'Armagnac
- Sainte-Christine (Maine-et-Loire)
- Sainte-Christine (Puy-de-Dôme)
- Sainte-Colombe (Charente)
- Sainte-Colombe (Charente-Maritime)
- Sainte-Colombe (Côte-d'Or)
- Sainte-Colombe (Doubs)
- Sainte-Colombe (Gironde)
- Sainte-Colombe (Hautes-Alpes)
- Sainte-Colombe (Ille-et-Vilaine)
- Sainte-Colombe (Landes)
- Sainte-Colombe (Lot)
- Sainte-Colombe (Manche)
- Sainte-Colombe (Rodan)
- Sainte-Colombe (Seine-Maritime)
- Sainte-Colombe (Seine-et-Marne)
- Sainte-Colombe (Yonne)
- Sainte-Colombe-de-Duras
- Sainte-Colombe-de-Peyre
- Sainte-Colombe-de-Villeneuve
- Sainte-Colombe-de-la-Commanderie
- Sainte-Colombe-des-Bois
- Sainte-Colombe-en-Bruilhois
- Sainte-Colombe-la-Commanderie
- Sainte-Colombe-près-Vernon
- Sainte-Colombe-sur-Gand
- Sainte-Colombe-sur-Guette
- Sainte-Colombe-sur-Loing
- Sainte-Colombe-sur-Seine
- Sainte-Colombe-sur-l'Hers
- Sainte-Colome
- Sainte-Consorce
- Sainte-Croix (Ain)
- Sainte-Croix (Aisne)
- Sainte-Croix (Aveyron)
- Sainte-Croix (Dordogne)
- Sainte-Croix (Drôme)
- Sainte-Croix (Lot)
- Sainte-Croix (Saône-et-Loire)
- Sainte-Croix (Tarn)
- Sainte-Croix-Grand-Tonne
- Sainte-Croix-Hague
- Sainte-Croix-Vallée-Française
- Sainte-Croix-Volvestre
- Sainte-Croix-aux-Mines
- Sainte-Croix-de-Caderle
- Sainte-Croix-de-Mareuil
- Sainte-Croix-de-Quintillargues
- Sainte-Croix-de-Verdon
- Sainte-Croix-du-Mont
- Sainte-Croix-en-Jarez
- Sainte-Croix-en-Plaine
- Sainte-Croix-sur-Aizier
- Sainte-Croix-sur-Buchy
- Sainte-Croix-sur-Mer
- Sainte-Croix-sur-Orne
- Sainte-Croix-à-Lauze
- Sainte-Cécile (Indre)
- Sainte-Cécile (Manche)
- Sainte-Cécile (Saône-et-Loire)
- Sainte-Cécile (Wandea)
- Sainte-Cécile-d'Andorge
- Sainte-Cécile-du-Cayrou
- Sainte-Cécile-les-Vignes
- Sainte-Céronne-lès-Mortagne
- Sainte-Cérotte
- Sainte-Dode
- Sainte-Eanne
- Sainte-Engrâce
- Sainte-Enimie
- Sainte-Eugénie-de-Villeneuve
- Sainte-Eulalie (Ardèche)
- Sainte-Eulalie (Aude)
- Sainte-Eulalie (Cantal)
- Sainte-Eulalie (Gironde)
- Sainte-Eulalie (Lozère)
- Sainte-Eulalie-d'Ans
- Sainte-Eulalie-d'Eymet
- Sainte-Eulalie-d'Olt
- Sainte-Eulalie-de-Cernon
- Sainte-Eulalie-en-Born
- Sainte-Eulalie-en-Royans
- Sainte-Euphémie
- Sainte-Euphémie-sur-Ouvèze
- Sainte-Eusoye
- Sainte-Fauste
- Sainte-Feyre
- Sainte-Feyre-la-Montagne
- Sainte-Flaive-des-Loups
- Sainte-Florence (Gironde)
- Sainte-Florence (Wandea)
- Sainte-Florine
- Sainte-Foi
- Sainte-Fortunade
- Sainte-Foy (Landes)
- Sainte-Foy (Saône-et-Loire)
- Sainte-Foy (Seine-Maritime)
- Sainte-Foy (Wandea)
- Sainte-Foy-Tarentaise
- Sainte-Foy-d'Aigrefeuille
- Sainte-Foy-de-Belvès
- Sainte-Foy-de-Longas
- Sainte-Foy-de-Montgommery
- Sainte-Foy-de-Peyrolières
- Sainte-Foy-l'Argentière
- Sainte-Foy-la-Grande
- Sainte-Foy-la-Longue
- Sainte-Foy-lès-Lyon
- Sainte-Féréole
- Sainte-Gauburge-Ste-Colombe
- Sainte-Gemme (Charente-Maritime)
- Sainte-Gemme (Deux-Sèvres)
- Sainte-Gemme (Gers)
- Sainte-Gemme (Gironde)
- Sainte-Gemme (Indre)
- Sainte-Gemme (Marne)
- Sainte-Gemme (Tarn)
- Sainte-Gemme-Martaillac
- Sainte-Gemme-Moronval
- Sainte-Gemme-en-Sancerrois
- Sainte-Gemme-la-Plaine
- Sainte-Gemmes
- Sainte-Gemmes-d'Andigné
- Sainte-Gemmes-le-Robert
- Sainte-Gemmes-sur-Loire
- Sainte-Geneviève (Aisne)
- Sainte-Geneviève (Manche)
- Sainte-Geneviève (Meurthe-et-Moselle)
- Sainte-Geneviève (Oise)
- Sainte-Geneviève (Seine-Maritime)
- Sainte-Geneviève-des-Bois (Essonne)
- Sainte-Geneviève-des-Bois (Loiret)
- Sainte-Geneviève-lès-Gasny
- Sainte-Geneviève-sur-Argence
- Sainte-Hermine
- Sainte-Honorine-de-Ducy
- Sainte-Honorine-des-Pertes
- Sainte-Honorine-du-Fay
- Sainte-Honorine-la-Chardonne
- Sainte-Honorine-la-Guillaume
- Sainte-Hélène (Gironde)
- Sainte-Hélène (Lozère)
- Sainte-Hélène (Morbihan)
- Sainte-Hélène (Saône-et-Loire)
- Sainte-Hélène (Vosges)
- Sainte-Hélène-Bondeville
- Sainte-Hélène-du-Lac
- Sainte-Hélène-sur-Isère
- Sainte-Innocence
- Sainte-Jalle
- Sainte-Jamme-sur-Sarthe
- Sainte-Julie
- Sainte-Juliette
- Sainte-Juliette-sur-Viaur
- Sainte-Lheurine
- Sainte-Livrade
- Sainte-Livrade-sur-Lot
- Sainte-Lizaigne
- Sainte-Luce
- Sainte-Luce-sur-Loire
- Sainte-Lucie-de-Tallano
- Sainte-Lunaise
- Sainte-Léocadie
- Sainte-Magnance
- Sainte-Marguerite (Haute-Loire)
- Sainte-Marguerite (Vosges)
- Sainte-Marguerite-Lafigère
- Sainte-Marguerite-d'Elle
- Sainte-Marguerite-de-Carrouges
- Sainte-Marguerite-de-Viette
- Sainte-Marguerite-de-l'Autel
- Sainte-Marguerite-des-Loges
- Sainte-Marguerite-en-Ouche
- Sainte-Marguerite-sur-Duclair
- Sainte-Marguerite-sur-Fauville
- Sainte-Marguerite-sur-Mer
- Sainte-Marie (Ardennes)
- Sainte-Marie (Cantal)
- Sainte-Marie (Doubs)
- Sainte-Marie (Gers)
- Sainte-Marie (Hautes-Alpes)
- Sainte-Marie (Hautes-Pyrénées)
- Sainte-Marie (Ille-et-Vilaine)
- Sainte-Marie (Nièvre)
- Sainte-Marie (Pyrénées-Orientales)
- Sainte-Marie-Cappel
- Sainte-Marie-Kerque
- Sainte-Marie-Lapanouze
- Sainte-Marie-Laumont
- Sainte-Marie-Outre-l'Eau
- Sainte-Marie-au-Bosc
- Sainte-Marie-aux-Chênes
- Sainte-Marie-aux-Mines
- Sainte-Marie-d'Alloix
- Sainte-Marie-d'Alvey
- Sainte-Marie-de-Chignac
- Sainte-Marie-de-Cuines
- Sainte-Marie-de-Gosse
- Sainte-Marie-de-Ré
- Sainte-Marie-de-Vatimesnil
- Sainte-Marie-de-Vaux
- Sainte-Marie-des-Champs
- Sainte-Marie-du-Bois (Manche)
- Sainte-Marie-du-Bois (Mayenne)
- Sainte-Marie-du-Lac-Nuisement
- Sainte-Marie-du-Mont (Isère)
- Sainte-Marie-du-Mont (Manche)
- Sainte-Marie-en-Chanois
- Sainte-Marie-en-Chaux
- Sainte-Marie-la-Blanche
- Sainte-Marie-la-Robert
- Sainte-Marie-sur-Ouche
- Sainte-Marie-à-Py
- Sainte-Marthe (Eure)
- Sainte-Marthe (Lot-et-Garonne)
- Sainte-Maure
- Sainte-Maure-de-Peyriac
- Sainte-Maure-de-Touraine
- Sainte-Maxime
- Sainte-Menehould
- Sainte-Mesme
- Sainte-Mondane
- Sainte-Montaine
- Sainte-Mère
- Sainte-Mère-Église
- Sainte-Même
- Sainte-Nathalène
- Sainte-Néomaye
- Sainte-Olive
- Sainte-Opportune
- Sainte-Opportune-du-Bosc
- Sainte-Opportune-la-Mare
- Sainte-Orse
- Sainte-Osmane
- Sainte-Ouenne
- Sainte-Pallaye
- Sainte-Paule
- Sainte-Pazanne
- Sainte-Pexine
- Sainte-Pience
- Sainte-Preuve
- Sainte-Pôle
- Sainte-Radegonde (Aveyron)
- Sainte-Radegonde (Charente-Maritime)
- Sainte-Radegonde (Deux-Sèvres)
- Sainte-Radegonde (Dordogne)
- Sainte-Radegonde (Gers)
- Sainte-Radegonde (Gironde)
- Sainte-Radegonde (Saône-et-Loire)
- Sainte-Radégonde
- Sainte-Radégonde-des-Noyers
- Sainte-Ramée
- Sainte-Reine (Haute-Saône)
- Sainte-Reine (Savoie)
- Sainte-Reine-de-Bretagne
- Sainte-Ruffine
- Sainte-Sabine
- Sainte-Sabine-Born
- Sainte-Sabine-sur-Longève
- Sainte-Savine
- Sainte-Scolasse-sur-Sarthe
- Sainte-Segrée
- Sainte-Sigolène
- Sainte-Solange
- Sainte-Soline
- Sainte-Souline
- Sainte-Soulle
- Sainte-Suzanne (Ariège)
- Sainte-Suzanne (Doubs)
- Sainte-Suzanne (Mayenne)
- Sainte-Suzanne-sur-Vire
- Sainte-Sève
- Sainte-Sévère
- Sainte-Sévère-sur-Indre
- Sainte-Terre
- Sainte-Thorette
- Sainte-Thérence
- Sainte-Trie
- Sainte-Tréphine
- Sainte-Tulle
- Sainte-Valière
- Sainte-Vaubourg
- Sainte-Verge
- Sainte-Vertu
- Saintes
- Saintes-Maries-de-la-Mer
- Saints-Geosmes
- Sainville
- Saires
- Saires-la-Verrerie
- Saissac
- Saisseval
- Saisy
- Saivres
- Saix (Hautes-Alpes)
- Saix (Vienne)
- Saizenay
- Saizerais
- Saizy
- Sajas
- Salagnac
- Salagnon
- Salaise-sur-Sanne
- Salans
- Salasc
- Salaunes
- Salavas
- Salavre
- Salazac
- Salbris
- Salces
- Saleich
- Saleignes
- Saleilles
- Salelles (Ardèche)
- Salelles (Lozère)
- Salency
- Salenthal
- Salerm
- Salernes
- Salers
- Sales
- Salesches
- Salette-Fallavaux
- Salettes (Drôme)
- Salettes (Haute-Loire)
- Saleux
- Salice
- Salies-de-Béarn
- Salies-du-Salat
- Salignac (Alpes-de-Haute-Provence)
- Salignac (Gironde)
- Salignac-Eyvignes
- Salignac-de-Mirambeau
- Salignac-sur-Charente
- Saligney
- Saligny (Wandea)
- Saligny (Yonne)
- Saligny-le-Vif
- Saligny-sur-Roudon
- Saligos
- Salindres
- Salinelles
- Salins (Cantal)
- Salins (Seine-et-Marne)
- Salins-les-Bains
- Salins-les-Thermes
- Salives
- Saliès
- Sallagriffon
- Sallanches
- Sallaumines
- Salle (Saône-et-Loire)
- Salle (Vosges)
- Salle les Alpes
- Salle-Prunet
- Salle-en-Beaumont
- Sallebœuf
- Sallen
- Sallenelles
- Sallenôves
- Sallertaine
- Salles (Deux-Sèvres)
- Salles (Gironde)
- Salles (Hautes-Pyrénées)
- Salles (Loire)
- Salles (Lot-et-Garonne)
- Salles (Tarn)
- Salles-Adour
- Salles-Arbuissonnas-en-Beaujolais
- Salles-Courbatiès
- Salles-Curan
- Salles-Lavalette
- Salles-Lavauguyon
- Salles-Mongiscard
- Salles-d'Angles
- Salles-d'Armagnac
- Salles-d'Aude
- Salles-de-Barbezieux
- Salles-de-Belvès
- Salles-de-Villefagnan
- Salles-du-Gardon
- Salles-et-Pratviel
- Salles-la-Source
- Salles-sous-Bois
- Salles-sur-Garonne
- Salles-sur-Mer
- Salles-sur-Verdon
- Salles-sur-l'Hers
- Sallespisse
- Sallèdes
- Sallèles-Cabardès
- Sallèles-d'Aude
- Salmagne
- Salmaise
- Salmbach
- Salmiech
- Salomé
- Salon (Aube)
- Salon (Dordogne)
- Salon-de-Provence
- Salon-la-Tour
- Salonnes
- Salornay-sur-Guye
- Salouël
- Salperwick
- Salsein
- Salses-le-Château
- Salsigne
- Salt-en-Donzy
- Salvagnac
- Salvagnac-Cajarc
- Salvetat-Belmontet
- Salvetat-Lauragais
- Salvetat-Peyralès
- Salvetat-Saint-Gilles
- Salvetat-sur-Agout
- Salvezines
- Salviac
- Salvizinet
- Salza
- Salzuit
- Saléchan
- Salérans
- Samadet
- Saman
- Samaran
- Samatan
- Samazan
- Sambin
- Sambourg
- Samer
- Samerey
- Sames
- Sammarçolles
- Sammeron
- Samognat
- Samogneux
- Samois-sur-Seine
- Samonac
- Samoreau
- Samouillan
- Samoussy
- Samoëns
- Sampans
- Sampigny
- Sampigny-lès-Maranges
- Sampolo
- Sampzon
- Samson (Doubs)
- Samsons-Lion
- Samuran
- Saméon
- San-Damiano
- San-Gavino-d'Ampugnani
- San-Gavino-di-Carbini
- San-Gavino-di-Fiumorbo
- San-Gavino-di-Tenda
- San-Giovanni-di-Moriani
- San-Giuliano
- San-Lorenzo
- San-Martino-di-Lota
- San-Nicolao
- Sana (Haute-Garonne)
- Sanary-sur-Mer
- Sancergues
- Sancerre
- Sancey-le-Grand
- Sancey-le-Long
- Sancheville
- Sanchey
- Sancoins
- Sancourt (Eure)
- Sancourt (Nord)
- Sancourt (Somme)
- Sancy (Meurthe-et-Moselle)
- Sancy (Seine-et-Marne)
- Sancy-les-Cheminots
- Sancy-lès-Provins
- Sancé
- Sand
- Sandarville
- Sandaucourt
- Sandillon
- Sandouville
- Sandrans
- Sangatte
- Sanghen
- Sanguinet
- Sanilhac
- Sanilhac-Sagriès
- Sannat
- Sannerville
- Sannes
- Sanous
- Sanry-lès-Vigy
- Sanry-sur-Nied
- Sans-Vallois
- Sansa
- Sansac-Veinazès
- Sansac-de-Marmiesse
- Sansais
- Sansan (Gers)
- Sanssac-l'Eglise
- Sanssat
- Sant'Andréa-d'Orcino
- Sant'Andréa-di-Bozio
- Sant'Andréa-di-Cotone
- Sant'Antonino
- Santa-Lucia-di-Mercurio
- Santa-Lucia-di-Moriani
- Santa-Maria-Figaniella
- Santa-Maria-Poggio
- Santa-Maria-Siché
- Santa-Maria-di-Lota
- Santa-Reparata-di-Balagna
- Santa-Reparata-di-Moriani
- Santans
- Santeau
- Santec
- Santenay (Côte-d'Or)
- Santenay (Loir-et-Cher)
- Santeny
- Santes
- Santeuil (Eure-et-Loir)
- Santigny
- Santilly (Eure-et-Loir)
- Santilly (Saône-et-Loire)
- Santo-Pietro-di-Tenda
- Santo-Pietro-di-Venaco
- Santoche
- Santosse
- Santranges
- Sanvensa
- Sanvignes-les-Mines
- Sanxay
- Sanzay
- Sanzey
- Saon
- Saonnet
- Saorge
- Saosnes
- Saou
- Sap
- Sap-André
- Sapignicourt
- Sapignies
- Sapogne-et-Feuchères
- Sapogne-sur-Marche
- Sapois (Jura)
- Sapois (Vosges)
- Saponay
- Saponcourt
- Sappey
- Sappey-en-Chartreuse
- Saramon
- Saran
- Saraz
- Sarbazan
- Sarceaux
- Sarcenas
- Sarcey (Haute-Marne)
- Sarcey (Rodan)
- Sarcos
- Sarcus
- Sarcy
- Sarcé
- Sardan
- Sardent
- Sardieu
- Sardon
- Sardy-lès-Epiry
- Sare
- Sargé-lès-le-Mans
- Sargé-sur-Braye
- Sari-Solenzara
- Sari-d'Orcino
- Sariac-Magnoac
- Sarlabous
- Sarlande
- Sarlat-la-Canéda
- Sarliac-sur-l'Isle
- Sarniguet
- Sarnois
- Saron-sur-Aube
- Sarp
- Sarpourenx
- Sarragachies
- Sarrageois
- Sarraguzan
- Sarralbe
- Sarraltroff
- Sarran
- Sarrance
- Sarrancolin
- Sarrant
- Sarras
- Sarrazac (Dordogne)
- Sarrazac (Lot)
- Sarraziet
- Sarre-Union
- Sarrebourg
- Sarrecave
- Sarreguemines
- Sarreinsming
- Sarremezan
- Sarrewerden
- Sarrey
- Sarriac-Bigorre
- Sarrians
- Sarrogna
- Sarrola-Carcopino
- Sarron
- Sarrouilles
- Sarroux
- Sarry (Marne)
- Sarry (Saône-et-Loire)
- Sarry (Yonne)
- Sars
- Sars-Poteries
- Sars-et-Rosières
- Sars-le-Bois
- Sartes
- Sartilly
- Sarton
- Sartrouville
- Sartène
- Sarzay
- Sarzeau
- Sasnières
- Sassangy
- Sassay
- Sassegnies
- Sassenage
- Sassenay
- Sassetot-le-Malgardé
- Sassetot-le-Mauconduit
- Sasseville
- Sassey
- Sassey-sur-Meuse
- Sassierges-Saint-Germain
- Sassis
- Sassy
- Sathonay-Camp
- Sathonay-Village
- Satillieu
- Satolas-et-Bonce
- Saturargues
- Saubens
- Saubion
- Saubole
- Saubrigues
- Saubusse
- Saucats
- Saucelle
- Sauchay
- Sauchy-Cauchy
- Sauchy-Lestrée
- Sauclières
- Saucède
- Saudemont
- Saudoy
- Saudron
- Saudrupt
- Saugeot
- Saugnac-et-Cambran
- Saugnacq-et-Muret
- Saugon
- Saugues
- Sauguis-Saint-Etienne
- Saugy
- Saujac
- Saujon
- Saulce
- Saulce-sur-Rhône
- Saulces-Champenoises
- Saulces-Monclin
- Saulcet
- Saulchery
- Saulchoy (Oise)
- Saulchoy (Pas-de-Calais)
- Saulchoy-sous-Poix
- Saulcy (Aube)
- Saulcy (Vosges)
- Saulcy-sur-Meurthe
- Saules (Doubs)
- Saules (Saône-et-Loire)
- Saulges
- Saulgond
- Saulgé
- Sauliac-sur-Célé
- Saulieu
- Saulles
- Saulmory-et-Villefranche
- Saulnay
- Saulnes
- Saulnières (Eure-et-Loir)
- Saulnières (Ille-et-Vilaine)
- Saulnot
- Saulny
- Saulon-la-Chapelle
- Saulon-la-Rue
- Saulsotte
- Sault
- Sault-Brénaz
- Sault-Saint-Remy
- Sault-de-Navailles
- Sault-lès-Rethel
- Saultain
- Saulty
- Saulvaux
- Saulx
- Saulx-Marchais
- Saulx-le-Duc
- Saulx-les-Chartreux
- Saulx-lès-Champlon
- Saulxerotte
- Saulxures
- Saulxures-lès-Bulgnéville
- Saulxures-lès-Nancy
- Saulxures-lès-Vannes
- Saulxures-sur-Moselotte
- Saulzais-le-Potier
- Saulzet
- Saulzet-le-Froid
- Saulzoir
- Saumane (Alpes-de-Haute-Provence)
- Saumane (Gard)
- Saumane-de-Vaucluse
- Saumeray
- Saumont
- Saumont-la-Poterie
- Saumos
- Saumur
- Sauméjan
- Saunay
- Saunière
- Saunières
- Sauqueville
- Saurais
- Saurat
- Sauret-Besserve
- Saurier
- Sausheim
- Saussan
- Saussay (Eure-et-Loir)
- Saussay (Seine-Maritime)
- Saussay-la-Campagne
- Saussemesnil
- Saussenac
- Saussens
- Sausses
- Sausset-les-Pins
- Sausseuzemare-en-Caux
- Saussey (Côte-d'Or)
- Saussey (Manche)
- Saussignac
- Saussines
- Saussy
- Sautel
- Sauternes
- Sauteyrargues
- Sauto
- Sautron
- Sauvages
- Sauvagnac
- Sauvagnas
- Sauvagnat
- Sauvagnat-Sainte-Marthe
- Sauvagney
- Sauvagnon
- Sauvagny
- Sauvagère
- Sauvain
- Sauvat
- Sauve (Gard)
- Sauvelade
- Sauverny
- Sauvessanges
- Sauvetat (Gers)
- Sauvetat (Puy-de-Dôme)
- Sauveterre (Gard)
- Sauveterre (Gers)
- Sauveterre (Hautes-Pyrénées)
- Sauveterre (Tarn)
- Sauveterre (Tarn-et-Garonne)
- Sauveterre-Saint-Denis
- Sauveterre-de-Béarn
- Sauveterre-de-Comminges
- Sauveterre-de-Guyenne
- Sauveterre-de-Rouergue
- Sauveterre-la-Lémance
- Sauviac (Gers)
- Sauviac (Gironde)
- Sauvian
- Sauviat
- Sauviat-sur-Vige
- Sauvignac
- Sauvigney-lès-Gray
- Sauvigney-lès-Pesmes
- Sauvigny
- Sauvigny-le-Beuréal
- Sauvigny-le-Bois
- Sauvigny-les-Bois
- Sauville (Ardennes)
- Sauville (Vosges)
- Sauvillers-Mongival
- Sauvimont
- Sauvoy
- Saux
- Saux-et-Pomarède
- Sauxillanges
- Sauze
- Sauzelles
- Sauzet (Drôme)
- Sauzet (Gard)
- Sauzet (Lot)
- Sauzière-Saint-Jean
- Sauzon
- Sauzé-Vaussais
- Savarthès
- Savas
- Savas-Mépin
- Savasse
- Savenay
- Savennes (Creuse)
- Savennes (Puy-de-Dôme)
- Savennières
- Savenès
- Saverdun
- Saverne
- Saveuse
- Savianges
- Savigna
- Savignac (Aveyron)
- Savignac (Gironde)
- Savignac-Lédrier
- Savignac-Mona
- Savignac-de-Duras
- Savignac-de-Miremont
- Savignac-de-Nontron
- Savignac-de-l'Isle
- Savignac-les-Eglises
- Savignac-les-Ormeaux
- Savignac-sur-Leyze
- Savignargues
- Savigneux (Ain)
- Savigneux (Loire)
- Savignies
- Savigny (Haute-Marne)
- Savigny (Haute-Savoie)
- Savigny (Manche)
- Savigny (Rodan)
- Savigny (Vosges)
- Savigny-Lévescault
- Savigny-Poil-Fol
- Savigny-en-Revermont
- Savigny-en-Sancerre
- Savigny-en-Septaine
- Savigny-en-Terre-Plaine
- Savigny-en-Véron
- Savigny-le-Sec
- Savigny-le-Temple
- Savigny-le-Vieux
- Savigny-lès-Beaune
- Savigny-sous-Faye
- Savigny-sous-Mâlain
- Savigny-sur-Aisne
- Savigny-sur-Ardres
- Savigny-sur-Braye
- Savigny-sur-Clairis
- Savigny-sur-Grosne
- Savigny-sur-Orge
- Savigny-sur-Seille
- Savigné
- Savigné-l'Évêque
- Savigné-sous-le-Lude
- Savigné-sur-Lathan
- Savilly
- Savines-le-Lac
- Savins
- Savières
- Savoillan
- Savoisy
- Savolles
- Savonnières
- Savonnières-devant-Bar
- Savonnières-en-Perthois
- Savouges
- Savournon
- Savoyeux
- Savy
- Savy-Berlette
- Savères
- Saxel
- Saxi-Bourdon
- Saxon-Sion
- Sayat
- Saze
- Sazeray
- Sazeret
- Sazilly
- Sazos
- Saâcy-sur-Marne
- Saâne-Saint-Just
- Saïx
- Scata
- Scaër
- Sceau-Saint-Angel
- Sceautres
- Sceaux (Hauts-de-Seine)
- Sceaux (Yonne)
- Sceaux-d'Anjou
- Sceaux-du-Gâtinais
- Sceaux-sur-Huisne
- Scey-Maisières
- Scey-sur-Saône-et-Saint-Albin
- Schaeffersheim
- Schaffhouse-près-Seltz
- Schaffhouse-sur-Zorn
- Schalbach
- Schalkendorf
- Scharrachbergheim-Irmstett
- Scheibenhard
- Scherlenheim
- Scherwiller
- Schillersdorf
- Schiltigheim
- Schirmeck
- Schirrhein
- Schirrhoffen
- Schleithal
- Schlierbach
- Schmittviller
- Schneckenbusch
- Schnersheim
- Schoeneck
- Schopperten
- Schorbach
- Schweighouse-Thann
- Schweighouse-sur-Moder
- Schwenheim
- Schwerdorff
- Schweyen
- Schwindratzheim
- Schwoben
- Schwobsheim
- Schœnau
- Schœnbourg
- Schœnenbourg
- Sciecq
- Scientrier
- Scieurac-et-Flourès
- Sciez
- Scillé
- Scionzier
- Scolca
- Scorbé-Clairvaux
- Scrignac
- Scrupt
- Scy-Chazelles
- Scye
- Seboncourt
- Sebourg
- Secenans
- Seclin
- Secondigny
- Secondigné-sur-Belle
- Secourt
- Secqueville-en-Bessin
- Sedan (miasto)
- Sedze-Maubecq
- Sedzère
- Seebach
- Segonzac (Charente)
- Segonzac (Corrèze)
- Segonzac (Dordogne)
- Segrois
- Seich
- Seichamps
- Seichebrières
- Seicheprey
- Seiches-sur-le-Loir
- Seignalens
- Seignelay
- Seigneulles
- Seignosse
- Seigny
- Seigné
- Seigy
- Seilh
- Seilhac
- Seilhan
- Seillac
- Seillans
- Seillonnaz
- Seillons-Source-d'Argens
- Seine-Port
- Seingbouse
- Seissan
- Seix
- Selaincourt
- Selens
- Selle-Craonnaise
- Selle-en-Hermoy
- Selle-la-Forge
- Selle-sur-le-Bied
- Selles (Eure)
- Selles (Haute-Saône)
- Selles (Marne)
- Selles (Pas-de-Calais)
- Selles-Saint-Denis
- Selles-sur-Cher
- Selles-sur-Nahon
- Sellières
- Selommes
- Seloncourt
- Selongey
- Selonnet
- Seltz
- Selve (Aisne)
- Selve (Aveyron)
- Sem (Ariège)
- Semallé
- Semarey
- Sembadel
- Sembas
- Semblançay
- Sembleçay
- Sembouès
- Semens
- Sementron
- Semerville
- Semezanges
- Semide
- Semillac
- Semmadon
- Semoine
- Semond
- Semondans
- Semons
- Semousies
- Semoussac
- Semoutiers-Montsaon
- Semoy
- Sempesserre
- Sempigny
- Sempy
- Semur-en-Auxois
- Semur-en-Brionnais
- Semur-en-Vallon
- Semussac
- Semuy
- Semécourt
- Senaide
- Senailly
- Senan
- Senantes (Eure-et-Loir)
- Senantes (Oise)
- Senargent-Mignafans
- Senarpont
- Senaud
- Senaux
- Sencenac-Puy-de-Fourches
- Senconac
- Sendets
- Senez
- Sengouagnet
- Senillé
- Seninghem
- Senlecques
- Senlis (Oise)
- Senlis (Pas-de-Calais)
- Senlis-le-Sec
- Senlisse
- Sennecey-le-Grand
- Sennecey-lès-Dijon
- Sennely
- Senneville-sur-Fécamp
- Sennevières
- Sennevoy-le-Bas
- Sennevoy-le-Haut
- Senneçay
- Senon
- Senonches
- Senoncourt
- Senoncourt-les-Maujouy
- Senones
- Senonges
- Senonnes
- Senots
- Senouillac
- Senozan
- Sens
- Sens-Beaujeu
- Sens-de-Bretagne
- Sens-sur-Seille
- Sentein
- Sentelie
- Sentenac-d'Oust
- Sentenac-de-Sérou
- Sentheim
- Sentilly
- Sentinelle
- Sentous
- Senuc
- Senven-Léhart
- Sepmeries
- Sepmes
- Seppois-le-Bas
- Seppois-le-Haut
- Sept-Forges
- Sept-Frères
- Sept-Meules
- Sept-Saulx
- Sept-Sorts
- Sept-Vents
- Septeuil
- Septfonds
- Septfontaines
- Septmoncel
- Septmonts
- Septsarges
- Septvaux
- Septème
- Septèmes-les-Vallons
- Sepvigny
- Sepvret
- Sep
- Sequedin
- Sequehart
- Sequestre
- Serain
- Seraincourt (Ardennes)
- Serans (Oise)
- Serans (Orne)
- Seranville
- Seraucourt-le-Grand
- Seraumont
- Serazereux
- Serbannes
- Serbonnes
- Serches
- Sercoeur
- Sercus
- Sercy
- Serdinya
- Serez
- Sergeac
- Sergenaux
- Sergenon
- Sergines
- Sergy (Ain)
- Sergy (Aisne)
- Seringes-et-Nesles
- Serley
- Sermages
- Sermaise (Essonne)
- Sermaise (Maine-et-Loire)
- Sermaises
- Sermaize
- Sermaize-les-Bains
- Sermamagny
- Sermange
- Sermano
- Sermentizon
- Sermersheim
- Sermesse
- Sermiers
- Sermizelles
- Sermoise
- Sermoise-sur-Loire
- Sermoyer
- Sermur
- Sermérieu
- Sernhac
- Serocourt
- Serpaize
- Serpent
- Serques
- Serqueux (Haute-Marne)
- Serqueux (Seine-Maritime)
- Serquigny
- Serra-di-Ferro
- Serra-di-Fiumorbo
- Serra-di-Scopamène
- Serralongue
- Serraval
- Serre (Aveyron)
- Serre-Bussière-Vieille
- Serre-Nerpol
- Serre-les-Moulières
- Serre-les-Sapins
- Serres (Aude)
- Serres (Hautes-Alpes)
- Serres (Meurthe-et-Moselle)
- Serres-Castet
- Serres-Gaston
- Serres-Morlaàs
- Serres-Sainte-Marie
- Serres-et-Montguyard
- Serres-sur-Arget
- Serreslous-et-Arribans
- Serriera
- Serrigny
- Serrigny-en-Bresse
- Serris
- Serrières (Ardèche)
- Serrières (Saône-et-Loire)
- Serrières-de-Briord
- Serrières-en-Chautagne
- Serrières-sur-Ain
- Serrouville
- Serruelles
- Sers (Charente)
- Sers (Hautes-Pyrénées)
- Servais
- Serval
- Servance
- Servanches
- Servant
- Servas (Ain)
- Servas (Gard)
- Servaville-Salmonville
- Serverette
- Serves-sur-Rhône
- Servian
- Serviers-et-Labaume
- Servignat
- Servigney
- Servigny
- Servigny-lès-Raville
- Servigny-lès-Sainte-Barbe
- Serville
- Servilly
- Servin
- Servins
- Servières
- Servières-le-Château
- Serviès
- Serviès-en-Val
- Servon (Manche)
- Servon (Seine-et-Marne)
- Servon-Melzicourt
- Servon-sur-Vilaine
- Servoz
- Sery (Ardennes)
- Sery (Yonne)
- Serzy-et-Prin
- Serécourt
- Serémange-Erzange
- Sessenheim
- Setques
- Seuil
- Seuil-d'Argonne
- Seuillet
- Seuilly
- Seur
- Seure
- Seurre
- Seux
- Seuzey
- Sevelinges
- Sevenans
- Seveux
- Sevrai
- Sevran
- Sevrey
- Sewen
- Sexcles
- Sexey-aux-Forges
- Sexey-les-Bois
- Sexfontaines
- Seychalles
- Seyches
- Seyne
- Seynes
- Seynod
- Seyre
- Seyresse
- Seyssel (Ain)
- Seyssel (Haute-Savoie)
- Seysses
- Seysses-Savès
- Seyssinet-Pariset
- Seyssins
- Seyssuel
- Seythenex
- Seytroux
- Siarrouy
- Siaugues-Sainte-Marie
- Sibiril
- Sibiville
- Siccieu-Saint-Julien-et-Carisie
- Sichamps
- Sickert
- Sideville
- Sidiailles
- Siecq
- Siegen (Bas-Rhin)
- Sierck-les-Bains
- Sierentz
- Siersthal
- Sierville
- Siest
- Sieurac
- Sieuras
- Siewiller
- Sigale
- Sigalens
- Sigean
- Sigloy
- Signac
- Signes
- Signy-Montlibert
- Signy-Signets
- Signy-l'Abbaye
- Signy-le-Petit
- Signéville
- Sigogne
- Sigolsheim
- Sigonce
- Sigottier
- Sigoulès
- Sigournais
- Sigoyer (Alpes-de-Haute-Provence)
- Sigoyer (Hautes-Alpes)
- Siguer
- Sigy
- Sigy-en-Bray
- Sigy-le-Châtel
- Silfiac
- Silhac
- Sillans
- Sillans-la-Cascade
- Sillars
- Sillas
- Sillery
- Silley-Amancey
- Silley-Bléfond
- Sillingy
- Silly-Tillard
- Silly-en-Gouffern
- Silly-la-Poterie
- Silly-le-Long
- Silly-sur-Nied
- Sillé-le-Guillaume
- Sillé-le-Philippe
- Silmont
- Siltzheim
- Silvareccio
- Silvarouvres
- Simacourbe
- Simandre
- Simandre-sur-Suran
- Simandres
- Simard
- Simencourt
- Simeyrols
- Simiane-Collongue
- Simiane-la-Rotonde
- Simorre
- Simplé
- Sin-le-Noble
- Sinard
- Sinceny
- Sincey-lès-Rouvray
- Sindères
- Singles (Puy-de-Dôme)
- Singleyrac
- Singly
- Singrist
- Sinsat
- Sinzos
- Sion
- Sion-les-Mines
- Sioniac
- Sionne
- Sionviller
- Siorac-de-Ribérac
- Siorac-en-Périgord
- Siouville-Hague
- Sirac
- Siracourt
- Siradan
- Siran (Cantal)
- Siran (Hérault)
- Sireix
- Sireuil
- Sirod
- Siros (Francja)
- Sisco
- Sissonne
- Sissy
- Sistels
- Sisteron
- Sivergues
- Sivignon
- Sivry
- Sivry-Ante
- Sivry-Courtry
- Sivry-la-Perche
- Sivry-sur-Meuse
- Six-Fours-les-Plages
- Sixt-Fer-à-Cheval
- Sixt-sur-Aff
- Sizun
- Sièges
- Siévoz
- Smarves
- Smermesnil
- Soccia
- Sochaux
- Socourt
- Socx
- Sode
- Soeurdres
- Sognolles-en-Montois
- Sogny-aux-Moulins
- Sogny-en-l'Angle
- Soignolles
- Soignolles-en-Brie
- Soindres
- Soing-Cubry-Charentenay
- Soings-en-Sologne
- Soirans
- Soissons
- Soissons-sur-Nacey
- Soisy-Bouy
- Soisy-sur-École
- Soisy-sur-Seine
- Soize
- Soizy-aux-Bois
- Soizé
- Solaize
- Solaro (Francja)
- Solbach
- Soleilhas
- Solemont
- Solente
- Soler
- Solers
- Solesmes (Nord)
- Solesmes (Sarthe)
- Soleymieu
- Soleymieux
- Solférino
- Solgne
- Soliers
- Solignac
- Solignac-sous-Roche
- Solignac-sur-Loire
- Solignat
- Soligny-la-Trappe
- Soligny-les-Etangs
- Sollacaro
- Sollières-Sardières
- Solliès-Pont
- Solliès-Toucas
- Solliès-Ville
- Sologny
- Solomiac
- Solre-le-Château
- Solrinnes
- Solterre
- Solutré-Pouilly
- Solérieux
- Somain
- Sombacour
- Sombernon
- Sombrin
- Sombrun
- Somloire
- Sommaing
- Sommancourt
- Sommant
- Sommauthe
- Somme-Bionne
- Somme-Suippe
- Somme-Tourbe
- Somme-Vesle
- Somme-Yèvre
- Sommecaise
- Sommedieue
- Sommeilles
- Sommelans
- Sommelonne
- Sommepy-Tahure
- Sommerance
- Sommereux
- Sommeron
- Sommervieu
- Sommerviller
- Sommery
- Sommerécourt
- Sommesnil
- Sommesous
- Sommette
- Sommette-Eaucourt
- Sommeval
- Sommevoire
- Sommières
- Sommières-du-Clain
- Sompt
- Sompuis
- Somsois
- Son (Ardennes)
- Sonac
- Sonchamp
- Soncourt
- Soncourt-sur-Marne
- Sondernach
- Sondersdorf
- Songeons
- Songeson
- Songieu
- Songy
- Sonnac (Aveyron)
- Sonnac (Charente-Maritime)
- Sonnac-sur-l'Hers
- Sonnay
- Sonnaz
- Sonneville
- Sons-et-Ronchères
- Sonthonnax-la-Montagne
- Sonzay
- Soorts-Hossegor
- Soppe-le-Bas
- Soppe-le-Haut
- Sor
- Sorans-lès-Breurey
- Sorbais
- Sorbets (Gers)
- Sorbets (Landes)
- Sorbey (Meuse)
- Sorbey (Moselle)
- Sorbier
- Sorbiers (Hautes-Alpes)
- Sorbiers (Loire)
- Sorbo-Ocagnano
- Sorbollano
- Sorbon
- Sorbs
- Sorcy-Bauthémont
- Sorcy-Saint-Martin
- Sorde-l'Abbaye
- Sore
- Sorel
- Sorel-Moussel
- Sorel-en-Vimeu
- Sorgeat
- Sorges
- Sorgues
- Sorigny
- Sorinières
- Sorio
- Sormery
- Sormonne
- Sornac
- Sornay (Haute-Saône)
- Sornay (Saône-et-Loire)
- Sornéville
- Sorquainville
- Sorrus
- Sort-en-Chalosse
- Sortosville
- Sortosville-en-Beaumont
- Sorède
- Sorèze
- Soréac
- Sos (Lot-et-Garonne)
- Sospel
- Sossais
- Sost
- Sotta
- Sottevast
- Sotteville
- Sotteville-lès-Rouen
- Sotteville-sous-le-Val
- Sotteville-sur-Mer
- Soturac
- Sotzeling
- Souain-Perthes-lès-Hurlus
- Soual
- Souancé-au-Perche
- Souanyas
- Souastre
- Soubise
- Soublecause
- Soubran
- Soubrebost
- Soubès
- Soucelles
- Souche
- Souchez
- Soucht
- Soucia
- Soucieu-en-Jarrest
- Soucirac
- Souclin
- Soucy (Aisne)
- Soucy (Yonne)
- Soucé
- Soudaine-Lavinadière
- Soudan (Deux-Sèvres)
- Soudan (Loire-Atlantique)
- Soudat
- Souday
- Soudeilles
- Soudorgues
- Soudron
- Soudé
- Soueich
- Soueix-Rogalle
- Souel
- Soues (Hautes-Pyrénées)
- Soues (Somme)
- Souesmes
- Souffelweyersheim
- Soufflenheim
- Souffrignac
- Sougraigne
- Sougy
- Sougy-sur-Loire
- Sougères-en-Puisaye
- Sougé (Indre)
- Sougé-le-Ganelon
- Sougéal
- Souhey
- Souich
- Souilhanels
- Souilhe
- Souillac
- Souilly
- Souillé
- Soula
- Soulac-sur-Mer
- Soulages
- Soulages-Bonneval
- Soulaines-Dhuys
- Soulaines-sur-Aubance
- Soulaire-et-Bourg
- Soulaires
- Soulan
- Soulanges
- Soulangis
- Soulangy
- Soulatgé
- Soulaucourt-sur-Mouzon
- Soulaures
- Soulce-Cernay
- Soulgé-sur-Ouette
- Soulignac
- Soulignonne
- Souligny
- Souligné-Flacé
- Souligné-sous-Ballon
- Soulitré
- Soulières
- Soulié
- Soullans
- Soulles
- Soulom
- Soulomès
- Soulosse-sous-Saint-Elophe
- Soultz-Haut-Rhin
- Soultz-les-Bains
- Soultz-sous-Forêts
- Soultzbach-les-Bains
- Soultzeren
- Soultzmatt
- Soulvache
- Soumaintrain
- Soumans
- Soumensac
- Soumont
- Soumont-Saint-Quentin
- Soumoulou
- Souméras
- Soupex
- Soupir
- Souppes-sur-Loing
- Souprosse
- Sourans
- Souraïde
- Sourcieux-les-Mines
- Sourd
- Sourdeval
- Sourdeval-les-Bois
- Sourdon
- Sourdun
- Sourn
- Sournia
- Sourniac
- Sourribes
- Sours
- Soursac
- Sourzac
- Sous-Parsat
- Sousceyrac
- Sousmoulins
- Souspierre
- Soussac
- Soussans
- Soussey-sur-Brionne
- Soustelle
- Soustons
- Sousville
- Souternon
- Souterraine
- Soutiers
- Souvans
- Souvignargues
- Souvigny
- Souvigny-de-Touraine
- Souvigny-en-Sologne
- Souvigné (Charente)
- Souvigné (Deux-Sèvres)
- Souvigné (Indre-et-Loire)
- Souvigné-sur-Même
- Souvigné-sur-Sarthe
- Souyeaux
- Souzay-Champigny
- Souzy
- Souzy-la-Briche
- Soveria
- Soyans
- Soyaux
- Soye
- Soye-en-Septaine
- Soyers
- Soyons
- Soyécourt
- Sparsbach
- Spay
- Spechbach-le-Bas
- Spechbach-le-Haut
- Speloncato
- Spicheren
- Spincourt
- Sponville
- Spoy (Aube)
- Spoy (Côte-d'Or)
- Spycker
- Spéracèdes
- Spézet
- Squiffiec
- St
- Staffelfelden
- Stains
- Stainville
- Staple
- Stattmatten
- Stazzona (Francja)
- Ste-Anne-Saint-Priest
- Ste-Foy-Saint-Sulpice
- Steenbecque
- Steene
- Steenvoorde
- Steenwerck
- Steige
- Steinbach
- Steinbourg
- Steinbrunn-le-Bas
- Steinbrunn-le-Haut
- Steinseltz
- Steinsoultz
- Stenay
- Steny
- Sternenberg
- Stetten
- Stigny
- Still
- Stines
- Stiring-Wendel
- Stonne
- Storckensohn
- Stosswihr
- Stotzheim
- Strasburg
- Strazeele
- Strenquels
- Strueth
- Struth
- Stry-sur-Seine
- Sts (Seine-et-Marne)
- Sts (Yonne)
- Stuckange
- Stundwiller
- Sturzelbronn
- Stutzheim-Offenheim
- Suarce
- Suaux
- Subdray
- Sublaines
- Subles
- Subligny (Cher)
- Subligny (Manche)
- Subligny (Yonne)
- Suc-et-Sentenac
- Succieu
- Sucy-en-Brie
- Sucé-sur-Erdre
- Sugny
- Sugères
- Suhescun
- Suilly-la-Tour
- Suin
- Suippes
- Suisse
- Suizy-le-Franc
- Sulignat
- Sully (Calvados)
- Sully (Oise)
- Sully (Saône-et-Loire)
- Sully-la-Chapelle
- Sully-sur-Loire
- Sulniac
- Sumène
- Sundhoffen
- Sundhouse
- Supt
- Surat
- Surba
- Surbourg
- Surcamps
- Surdoux
- Suresnes
- Surfonds
- Surfontaine
- Surgy
- Surgères
- Suriauville
- Surin (Deux-Sèvres)
- Surin (Vienne)
- Suris
- Surjoux
- Surmont
- Surques
- Surrain
- Surtainville
- Surtauville
- Survie
- Surville (Calvados)
- Surville (Eure)
- Surville (Manche)
- Sury
- Sury-aux-Bois
- Sury-en-Vaux
- Sury-le-Comtal
- Sury-près-Léré
- Sury-ès-Bois
- Surzur
- Suré
- Sus
- Sus-Saint-Léger
- Susmiou
- Sussargues
- Sussat
- Sussey
- Susville
- Sutrieu
- Suzan
- Suzanne (Ardennes)
- Suzanne (Somme)
- Suzannecourt
- Suzay
- Suze
- Suze-la-Rousse
- Suze-sur-Sarthe
- Suzette
- Suzoy
- Suzy
- Suèvres
- Sy
- Syam
- Sylvains-les-Moulins
- Sylvanès
- Syndicat
- Szablon:Frstub
- Sère
- Sère-Lanso
- Sère-Rustaing
- Sère-en-Lavedan
- Sète
- Sèvres
- Sèvres-Anxaumont
- Séailles
- Séauve-sur-Semène
- Sébazac-Concourès
- Sébeville
- Sébrazac
- Séby
- Sébécourt
- Séchault
- Sécheras
- Sécheval
- Séchilienne
- Séchin
- Sédeilhac
- Séderon
- Sées
- Séez
- Ségalas (Hautes-Pyrénées)
- Ségalas (Lot-et-Garonne)
- Ségalassière
- Séglien
- Ségny
- Ségos
- Ségoufielle
- Ségreville
- Ségrie
- Ségrie-Fontaine
- Ségry
- Séguinière
- Ségur (Aveyron)
- Ségur (Tarn)
- Ségur-le-Château
- Ségur-les-Villas
- Ségura
- Séguret
- Ségus
- Sélestat
- Séligney
- Séligné
- Sémalens
- Sémelay
- Sémeries
- Séméac
- Séméacq-Blachon
- Sémézies-Cachan
- Sénac
- Sénaillac-Latronquière
- Sénaillac-Lauzès
- Sénarens
- Sénas
- Sénergues
- Sénestis
- Séneujols
- Sénezergues
- Séniergues
- Sénoville
- Séné
- Sénéchas
- Sépeaux
- Sérandon
- Séranon
- Séranvillers-Forenville
- Séreilhac
- Sérempuy
- Sérent
- Séricourt
- Sériers
- Sérifontaine
- Sérignac (Lot)
- Sérignac (Tarn-et-Garonne)
- Sérignac-Péboudou
- Sérignac-sur-Garonne
- Sérignan
- Sérignan-du-Comtat
- Sérigny (Orne)
- Sérigny (Vienne)
- Sérigné
- Sérilhac
- Séris
- Séron
- Séry-lès-Mézières
- Sérénac
- Sérévillers
- Sérézin-de-la-Tour
- Sérézin-du-Rhône
- Sévignac
- Sévignacq
- Sévignacq-Meyracq
- Sévigny
- Sévigny-Waleppe
- Sévigny-la-Forêt
- Sévis
- Sévrier
- Sévry
- Sévérac
- Sévérac-l'Eglise
- Sévérac-le-Château
- Sézanne
- Sône

| A \| B \| C \| D \| E \| F \| G \| H \| I \| J \| K \| L \| M \| N \| O \| P \| Q \| R \| S \| T \| U \| V \| W \| X \| Y \| Z \| É |